# Puskás Ferenc (labdarúgó)
Puskás Ferenc, született Purczeld (Budapest, 1927. április 1. – Budapest, 2006. november 17.) a Nemzet Sportolója címmel kitüntetett, olimpiai arany- és világbajnoki ezüstérmes magyar labdarúgó, több klubcsapat és válogatott edzője, posztumusz dandártábornok. Az Aranycsapat csapatkapitánya, közismert becenevén Puskás Öcsi; Spanyolországban Pancho néven becézték. A FIFA-listán a világ valaha volt legjobbjai között szerepel. 2016-ban a goal.com internetes szakportál „Legendák világbajnoksága” elnevezésű szavazásán a valaha volt legjobb labdarúgónak választották.
85-szörös magyar és 4-szeres spanyol válogatott; háromszoros BEK győztes, a BEK gólkirálya 2 alkalommal, Európa legjobb góllövője (1948), Európa-kupa gólkirály 10 góllal (1948–1953-as Európa-kupa); az egyetlen játékos aki 4 gólt szerzett egy BEK vagy BL-döntőn (1960), 84 gólt szerzett a magyar válogatottban, ezzel egészen 2019-ig minden idők legeredményesebb európai válogatott játékosa volt, ekkor Cristiano Ronaldo megelőzte. A XX. század legjobb góllövője. Az egyetlen játékos a világon, aki gólt lőtt világbajnoki (1954), olimpiai (1952), Európa-bajnoki (Európa-kupa, 1953), Bajnokok Ligája- (BEK, 1960) és Interkontinentális kupadöntőben (1960) is. 352 magyar bajnoki mérkőzésen 360 gólt, míg 180 spanyol bajnoki mérkőzésen 156 gólt szerzett; Puskás életében 1270 mérkőzésen lépett pályára, és 1569 gólt szerzett, mérkőzésenkénti gólátlaga 1,24 volt, a hivatalos (bajnoki, kupa-, válogatott és egyéb díj-)  806. 5-szörös magyar bajnok a Kispest Honvéddal (Kispest AC/Budapesti Honvéd SE), 6-szoros spanyol bajnok a Real Madriddal; 4-szeres magyar és szintén 4-szeres spanyol gólkirály, 1-szeres spanyol kupagyőztes (1962). Edzőként az Antarktisz kivételével minden földrészen dolgozott. Szövetségi kapitányként Szaud-Arábia és Magyarország válogatottjai élén tevékenykedett. Bajnokcsapatok Európa-kupája-döntős és görög bajnok a Panathinaikósszal, görög bajnok az AEK Athénnal is, ausztrál bajnok és kupagyőztes a South Melbourne-nel. További bajnoki érmek sorát nyerte egyiptomi, paraguayi, chilei és görög csapataival.
Fontosabb címek és kitüntetések: FIFA Order of Merit; UEFA Order of Merit – smaragd fokozat; NOB Order of Merit; a Nemzet Sportolója; a Magyar Köztársasági Érdemérem középkeresztje; a Magyar Köztársaság tiszteletbeli nagykövete; a Köztársasági Elnök Arany Emlékérme; Budapest Főváros díszpolgára; Budapest I. és XIX. kerületének díszpolgára. A XX. század legjobb magyar sportolója (a Nemzeti Sport olvasói szavazása); a Real Madrid történetének legjobb játékosa (internetes szurkolói szavazás); a XX. század legjobb sportolója kitüntetés (AIPS); Aranyláb díj (Golden Foot); a FIFA SOS Gyermekfalvak magyarországi nagykövete; Magyar Örökség-díj. A Magyar Néphadsereg őrnagya, majd rehabilitálása után a Magyar Honvédség alezredesévé, ezredesévé, halála napján dandártábornokká léptették elő. Magyarország legnagyobb stadionja, az egykori Népstadion, valamint a felcsúti Pancho Aréna az ő nevét viseli. Felcsúton futballakadémiát, Kispesten általános iskolát, valamint Magyarország több településén és Ausztráliában utcát neveztek el róla. A 82656-os kisbolygó szintén az ő nevét viseli a világűrben.
1950 és 1954 között a magyar futballválogatott csapatkapitánya és a Budapesti Honvéd meghatározó egyénisége volt. Az 1956-os forradalom leverésének hírére Bécsben maradt, ahová rövidesen felesége és gyermeke is követte. Később Spanyolországba költözött, ahol 1958-tól a Real Madrid legendás játékosa lett. 39 évesen hagyott fel játékosi pályafutásával, utána futballedzőként tevékenykedett. 1991-ben végleg Magyarországra költözött, és 1992-ben az MLSZ utánpótlás-, majd nemzetközi igazgatója, végül 1993-tól egy rövid időre a válogatott szövetségi kapitánya lett. 2000-től Alzheimer-kórral és más betegségekkel küszködött, a kórházat csak ritkán hagyhatta el. Egészségi állapota egyre rosszabbra fordult, végül 2006. november 17-én hunyt el.
Puskást tekintik minden idők legjobb magyar labdarúgójának. Nemcsak Magyarországon és Spanyolországban örvend máig is köztiszteletnek, de a sportág számos nagy alakja, például Cruyff, Beckenbauer vagy Di Stéfano is nagyra becsülte. Pelé úgy fogalmazott, hogy a Holdon is Puskás lett volna a legnagyobb játékos. Páratlan játékát a rendkívüli robbanékonyság, a tökéletes labdakezelés, a kiismerhetetlen cselek, a szellemes megoldások, a szinte centiméterre pontos átadások, a nem mindennapi helyzetfelismerés és a briliáns rúgótechnika jellemezte. Akaraterejét igazolja, hogy bár Spanyolországban nagy túlsúllyal jelentkezett játékra, átállt a spanyol ritmusra, és rövid időn belül lefogyott a megfelelő szintre. Harmincéves kora után is képes volt a megújulásra, és a publikumot a régi játékával, sőt néha annál is jobbal kápráztatta el. Ismert volt erős és hihetetlenül pontos ballábas lövéseiről.
Puskást az IFFHS a 20. század egyik legjobb  játékosának tekinti. 2004-ben felkerült a neve a világ legjobb labdarúgóinak névsorát tartalmazó FIFA 100-as listára. A FIFA az év legszebb gólját lövő játékosnak járó díját a magyar csatárról nevezte el.

## Élete
Puskás nem osztotta Heisenberg nézetét, ő mindig egyszerre tudván tudta a labda helyét is, sebességét is (igaz, a futball Euklidész világa, ahol a kapufák szögeinek összege mindig 180 fok).

### Gyermekkor, Kispesti AC
Puskás Ferenc apai ágon szegény sváb származású családba született Purczeld Ferenc néven (a dokumentumok szerint április 1-jén, az Uzsoki utcai kórházban, azonban az esetleges április 1-jei tréfák elkerülése végett a születésnapját április 2-án ünnepelte).
Édesapja, id. Puskás Ferenc (1903–1952) a Kispest FC játékosa volt, majd a Kispesti AC és jogutódja, a Budapesti Honvéd edzőjeként dolgozott. Édesanyja Bíró Margit (1904–1976) varrónő volt. A család 1937-ben magyarosította nevét Purczeldről Puskásra. A családban az anya és a gyerekek már nem beszéltek németül. Korai éveit egy kispesti házban töltötte, 32 felnőtt és 132 gyermek társaságában.
Tehetséges labdarúgó volt, már gyerekkorától kezdve remekül futballozott. Pénz hiányában ekkor még általában rongyokból készített labdával játszott a közeli grundon, ahol társaival napi tíz órát is eltöltött. Legjobb barátja, későbbi csapattársa, a szomszédban lakó Bozsik József („Bozsik Cucu”) volt. A másfél évvel idősebb „Cucut” tizenkét éves korában, az akkori szabályok szerinti korhatárt elérve, leigazolta a Kispesti AC kölyökcsapata. Puskás ezt látva addig könyörgött a klub intézőjének, hogy hamis igazolással, Kovács Miklós néven bevette őt is a csapatba. Édesapja mindkettejüket nagyon tehetségesnek találta, és igyekezett csiszolni a játékukon.
Puskás már 16 évesen bekerült a kispesti felnőttgárdába. A csapat tagjaként 1943 őszén játszott legelőször, miután egy influenzajárvány miatt több játékosnak is távol kellett maradnia a nagyváradi NAC elleni mérkőzéstől. Ekkortájt kezdték idősebb játékostársai „Puskás Öcsinek” szólítani, és ebből az időszakból származik a „Sváb” becenév is.

### A Budapesti Honvéd játékosaként sikerek a nemzeti válogatottban

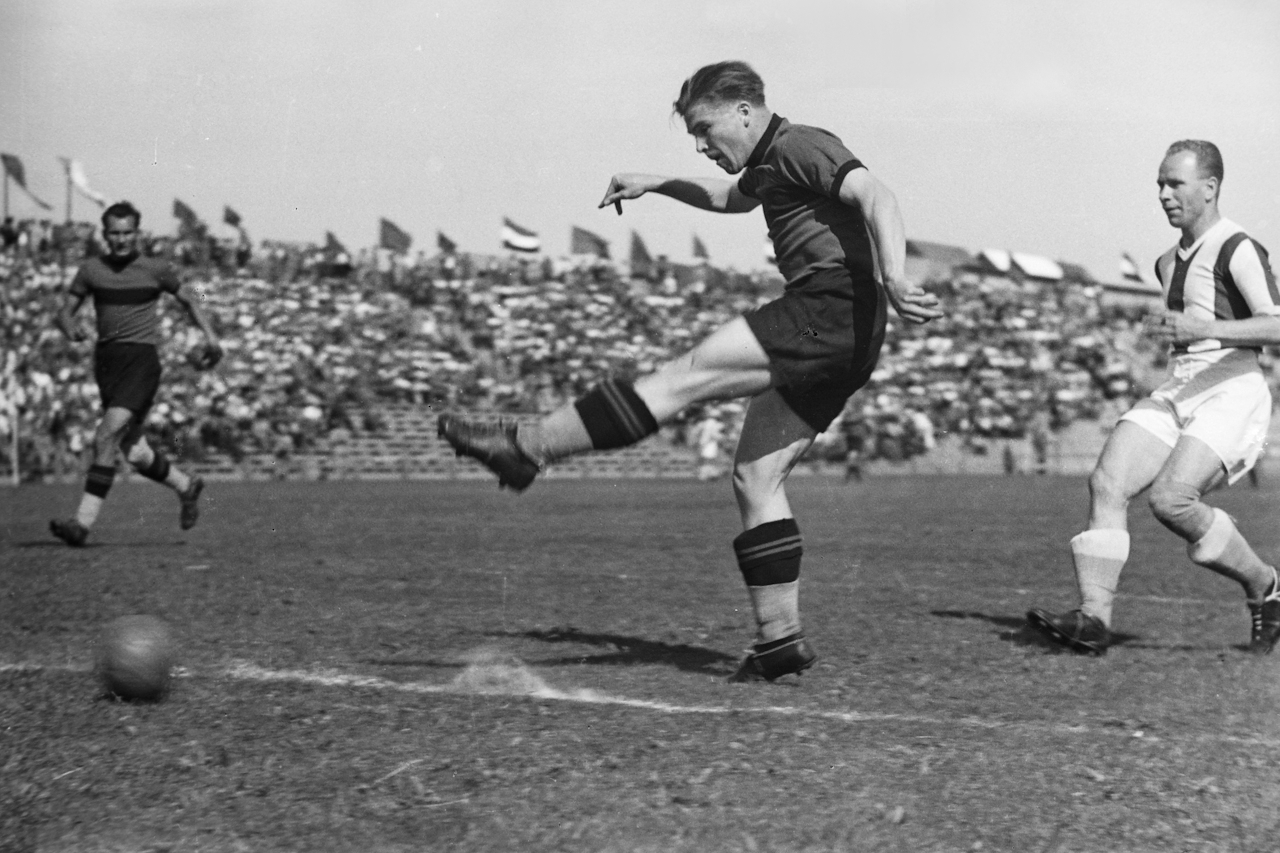
1949, Puskás (Kispest) ballal kapura lő, mögötte Balogh II. (Újpest)

1945 augusztusában a második világháború után első ízben összeállt magyar válogatottal vett részt az első válogatott mérkőzésén, melyen 5–2-re győzték le Ausztria csapatát. Képzéséhez és sikeréhez nagyban hozzájárult a csapat edzője, Sebes Gusztáv, akit lenyűgözött Puskás játékstílusa, és aki megjósolta, hogy tanítványa egy napon a világ legjobb futballistájává válik.
1949-ben a Kispesti AC a Sportminisztérium védnöksége alá került, új néven, Budapesti Honvédként működött tovább, mivel a klub ezután a Magyar Néphadsereghez tartozott, az állandó játékosai többnyire hivatásos katonák is voltak. Puskás másik közismert sportsajtóban használt beceneve, a „Száguldó Őrnagy” innen ered. A Honvédnél töltött első éve során 50 alkalommal talált a kapuba, és ezzel elnyerte első bajnoki címét. Ebben az időben a Budapesti Honvéd volt a legjobb magyar labdarúgócsapat. Játékosai a nemzeti válogatott arculatát is meghatározták. Puskás a Honvéddal ötször (l. 4.1) nyerte meg a magyar bajnokságot, és négyszer szerzett gólkirályi címet. 1950-ben nősült meg, és feleségével, Hunyadvári Erzsébettel (1932–2015) egész életútja során kiegyensúlyozott házasságban élt. Házasságukból egy lányuk született 1952-ben, Anikó, aki 2011. október 19-én a spanyolországi Valenciában hunyt el.
Hogy mi fogott meg benne először? A vidámsága. Optimista volt, semmiből sem csinált problémát, szórta a tréfákat, hihetetlenül mulatságos és nagyon éles eszű fiú volt.

### A legendás Aranycsapat

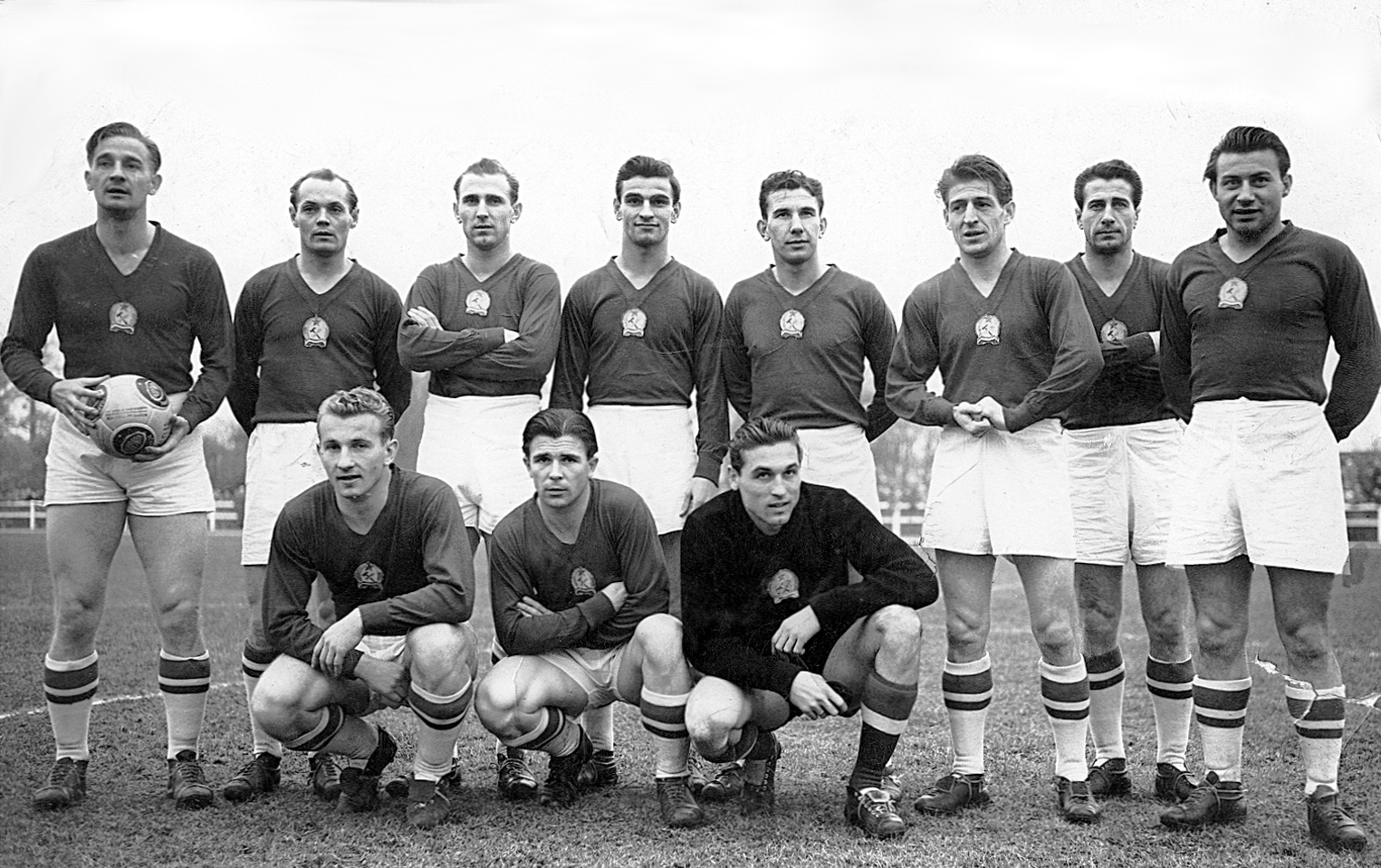
Az aranycsapat 1953-ban
első sor: Lantos Mihály, Puskás Ferenc, Grosics Gyula
hátsó sor: Lóránt Gyula, Buzánszky Jenő, Hidegkuti Nándor, Kocsis Sándor, Zakariás József, Czibor Zoltán, Bozsik József, Budai II. László

Az Aranycsapat, élén Puskással, minden idők legsikeresebb magyar csapatává vált. 1950. május 14-től 1954. július 4-éig, a berni Wankdorf-Stadionban elszenvedett vereségig 32 meccsen keresztül nem kaptak ki (e sorozaton belül is csak négy döntetlen volt, a többi mérkőzést megnyerték). A legendás csapat összeállítása országszerte és külföldön is meglehetősen ismertté vált: Grosics, Buzánszky, Lóránt, Lantos, Bozsik, Zakariás, Budai, Kocsis, Hidegkuti, Puskás, Czibor.
Az Aranycsapat első nagy győzelme az 1952-es, Helsinkiben megrendezett nyári olimpiai játékok megnyerése volt. A következő siker 1953-ban érkezett el, mikor győzelmet arattak a legerősebb európai csapatok (a cseh, az olasz, az osztrák és a svájci labdarúgó-válogatott) részvételével (az Eb elődeként) megrendezett Európa-kupán, melynek döntőjében az újonnan épült római Olimpiai Stadionban 80 ezer néző előtt 3–0-ra verték meg az olasz csapatot. Puskás a torna legjobb góllövőjeként összesen tíz gólt szerzett, melyből kettőt a döntőben lőtt.
Az Aranycsapat egyik legemlékezetesebb győzelmét 1953. november 25-én, a Wembley Stadionban lejátszott angolok elleni találkozón aratta, mely az „évszázad meccseként” vonult be a futballtörténelembe. A hazájában veretlen angol válogatottat 6-3-ra győzték le. Puskás két gólt lőtt. A csapat látványos támadójátékot mutatott be 4–2–4-es felállásban, amely forradalmi újításnak számított (a csapat játékrendszere többnyire 3–2–5-ös volt, ami 5 támadójátékost jelentett).

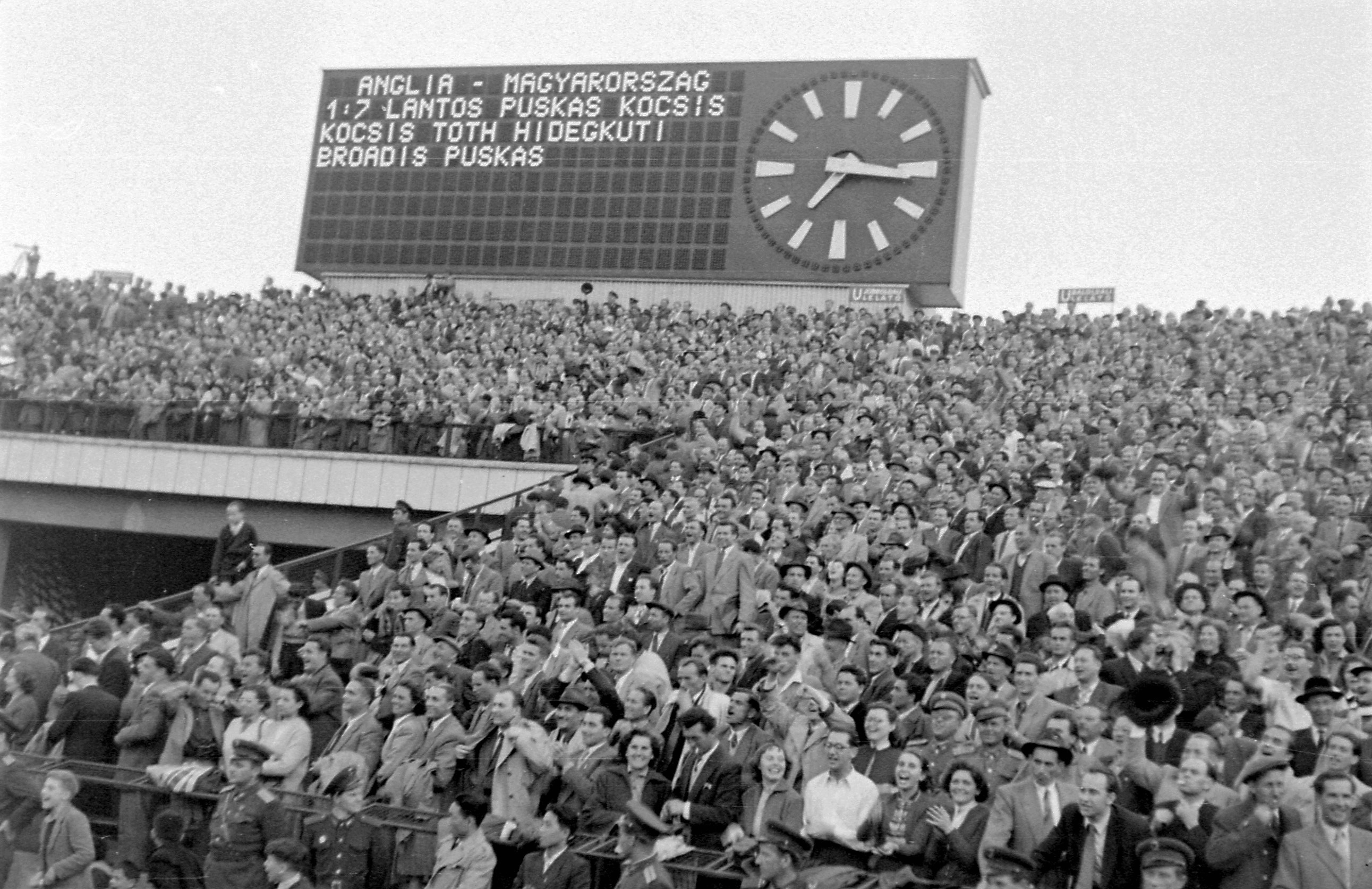
1954. május 23-án az angolok 7–1-es vereséggel távoztak a Népstadionból

Az angolokat, akik a meccs kezdete előtt még jót mulattak az általuk alacsonynak és túlsúlyosnak tartott Puskás külsején, sokkolta az eredmény. Puskás legismertebb gólja, melynél a kapuralövés előtt a labdát egy elegáns mozdulattal visszahúzza, kicselezve az angol Billy Wrightot, látható a legtöbb futballról szóló dokumentumfilmben. Puskás ezt a meccset tartotta pályafutása legszebb eredményének. A következő év májusában a Népstadionban megrendezett visszavágóról az angolok 7–1-es vereséggel távoztak, amely szintén jórészt Puskásnak volt köszönhető. Emellett klubjánál, a Budapesti Honvédnél is eredményesen szerepelt.

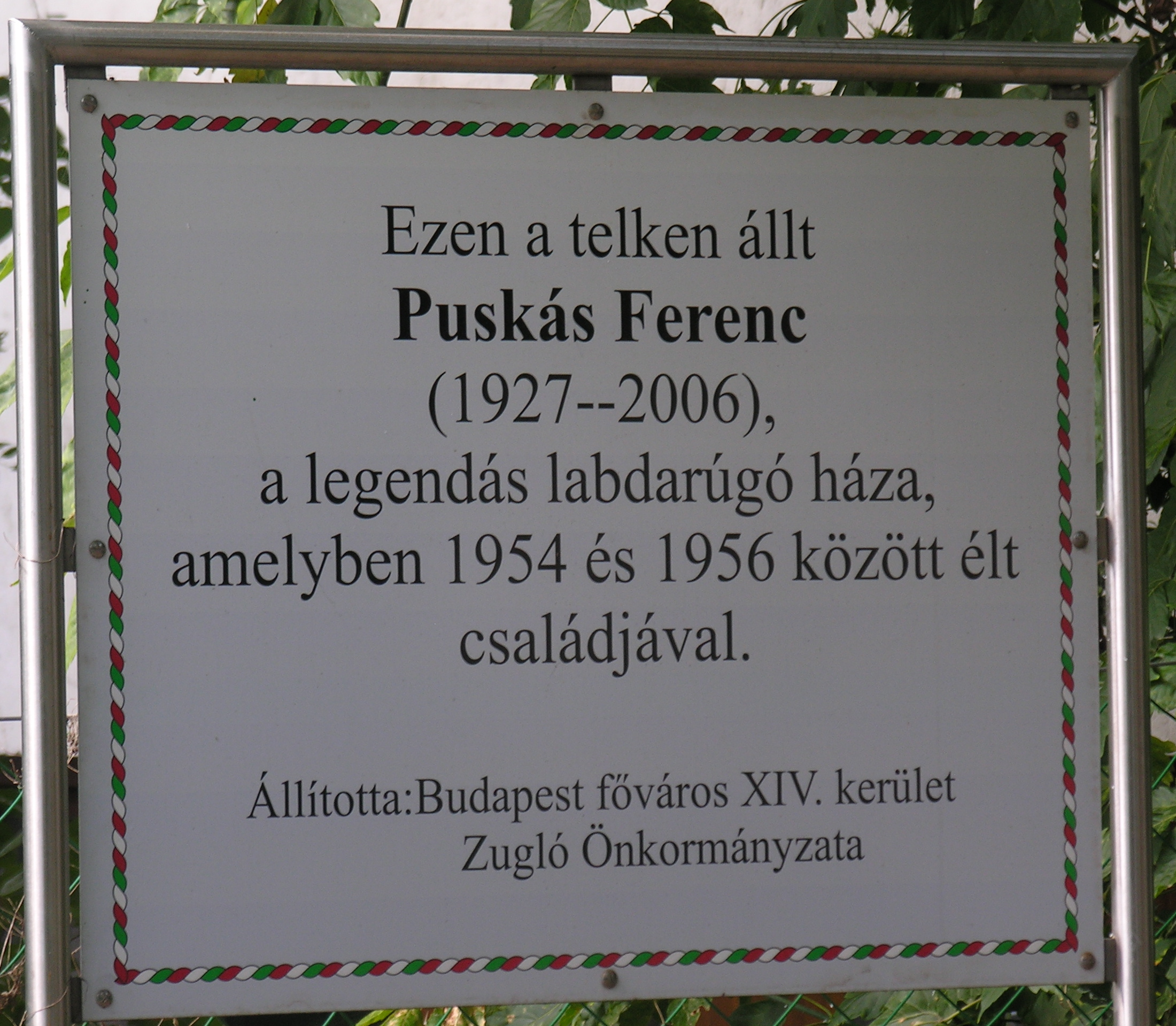
Puskás Ferenc emléktáblája egykori lakhelyén, a Columbus utca 57/a szám alatt

Az 1954-es svájci világbajnokság legesélyesebbjének a magyar csapatot tartották. Az első két csoportmérkőzésük során 9–0-ra győzték le Dél-Koreát és 8–3-ra a nagyrészt cserejátékosokkal játszó nyugatnémeteket. Puskás bokája megsérült a meccs alatt, mikor a középhátvéd, Werner Liebrich a lábába rúgott. Több mérkőzés kihagyása után, annak ellenére, hogy lábsérülése még nem jött helyre, ismét játszott a németek elleni berni döntőben. Az első félidő elején két gyors góllal a magyar csapat 2–0-ra elhúzott, és az egyik gólt Puskás szerezte. A németek azonban tíz percen belül kiegyenlítettek. Ezután 65 percen át nem esett újabb gól. A 84. percben aztán Rahn a hálóba talált. Ezzel az Aranycsapat 2–3-ra elveszítette a döntőt (Puskás utolsó percben belőtt második gólját lesre hivatkozva nem adta meg a bíró, habár a tévékamerák által készített felvétel igazolja, hogy a találat érvényes volt. A mérkőzésről szóló dokumentumfilmekben azonban nincs olyan szögből felvétel, hogy ezt ellenőrizni lehessen – ha volna, bizonyára több honlap is közölné). Ez a vereség egy négy és fél éves veretlenségi sorozatnak vetett véget.
Az esettel kapcsolatosan számos szóbeszéd terjedt el. Tény, hogy az 1938-as világbajnokságon elszenvedett vereség után a magyar csapat ezúttal sem tudta kihasználni meglehetősen nagy győzelmi esélyét, a vb-cím elvesztésének híre pedig csalódottságot és keserűséget váltott ki egész Magyarországon. Budapesten utcai zavargásokra is sor került. Feltűnő volt, hogy a döntő után több német játékos is kórházba került – ami doppingolásra utal –, de bizonyítást csak 2010 októberében nyert: a németeknek a pervitin nevű ajzószert injekciózták be, ami ma már tiltott (csak az 1960-as években kezdték el betiltani ezeket a szereket).

### Emigráció

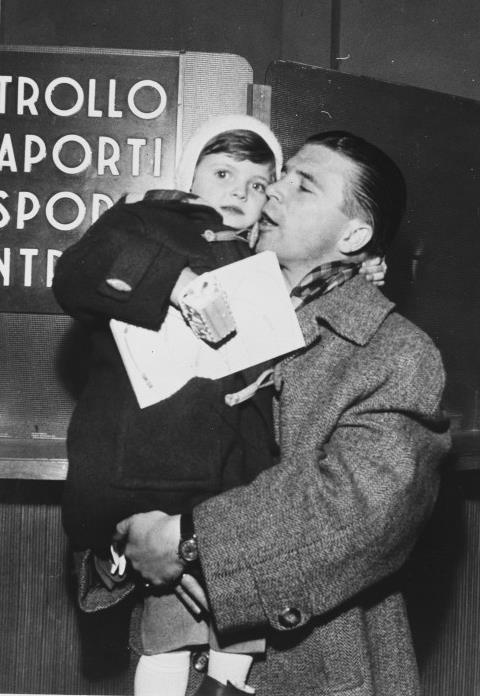
Kislányával Olaszországban, 1956. december 10-én. Felesége 1956. december 1-jén többszöri sikertelen próbálkozás után jutott ki négyéves kislányával, gyalog menekülve a megszállt Magyarországról Ausztriába, hogy azután Olaszországban csatlakozzon férjéhez

A világbajnokság után Puskás a Budapesti Honvéd és a válogatott játékosaként folytatta pályafutását. Az 1956-os forradalom kitörésekor a Honvéd egy Európa-kupa-mérkőzésen vendégszerepelt Spanyolországban, ahol 2–3-ra kikapott az Athletic Bilbaótól. Ezután a bizonytalan hazai állapotok miatt a csapat úgy döntött, hogy vár a visszatéréssel, és a decemberi brüsszeli visszavágó után elutazott a hazai vezetés által nem engedélyezett dél-amerikai turnéra. A januári visszatérés idejére a szovjet hadsereg már leverte a forradalmat, Puskás és a csapat néhány másik tagja pedig úgy döntött, hogy Bécsben marad, elkerülendő az országra váró megtorlást. Az Aranycsapat ezzel véglegesen feloszlott. Puskásék külföldön maradtak, mások pedig, mint például az Aranycsapat kapusa, Grosics Gyula, hazatértek.
1957-ben Puskás előszerződést írt alá a Wiener Sportklubnál, azonban a többi emigráns játékoshoz hasonlóan ő sem rendelkezett játékengedéllyel, így a pályafutásában átmeneti szünet következett. Az emigráció miatt az MLSZ közbenjárására a FIFA 18 hónapra mindannyiukat eltiltotta a játéktól. Puskás ezután először Olaszországba, majd Spanyolországba költözött, hogy eltiltása után újra játszhasson. Azonban a legtöbb klubnál elutasították, mivel ekkorra már elmúlt 30 éves és emellett túlsúlyos is volt.

### Sikerek a Real Madridnál és a pályafutás vége

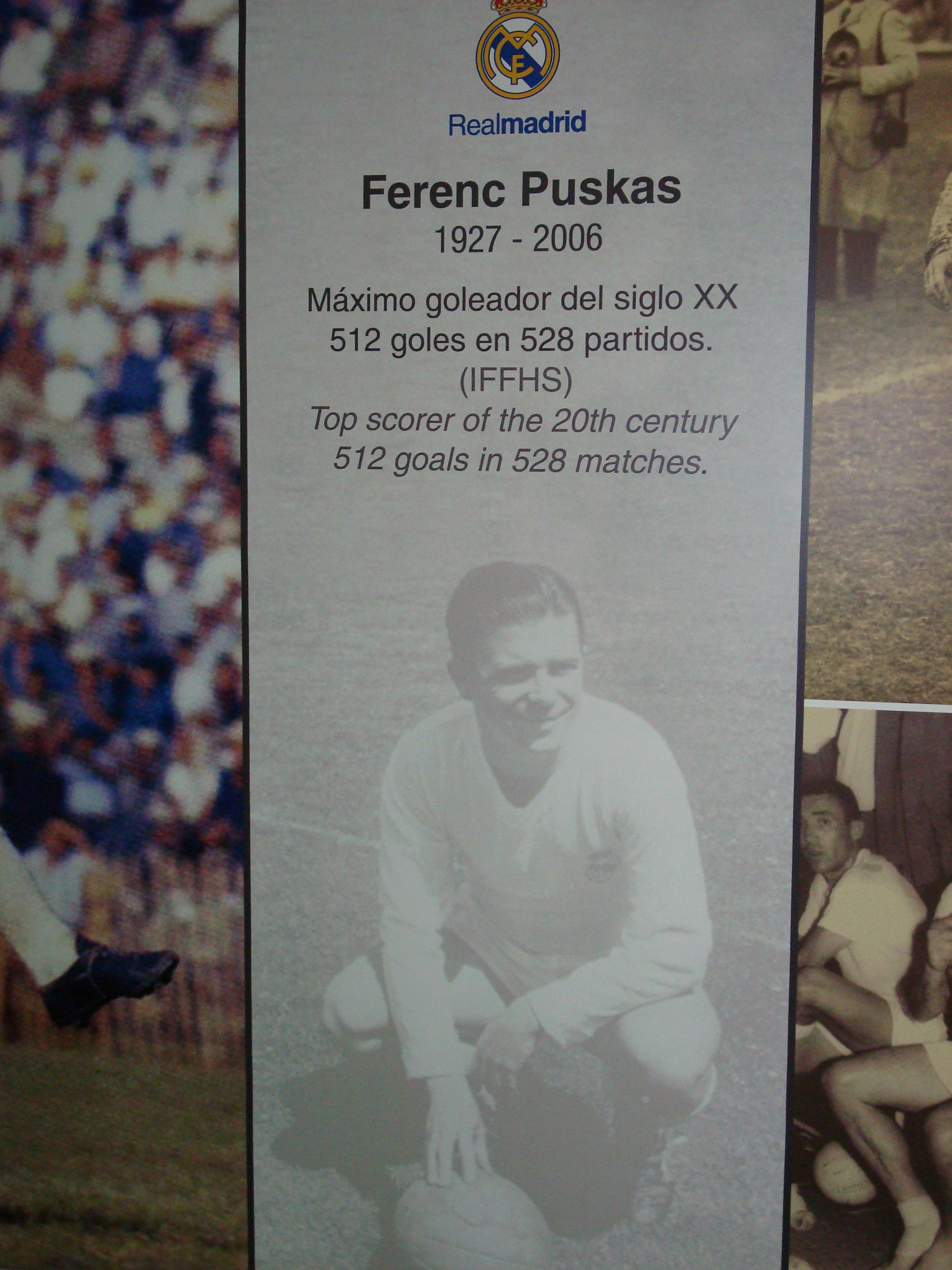
Puskás a 20. század legjobb gólvágója

1956 decemberében a Honvéd a Real Madrid elleni barátságos mérkőzésen 5–5-ös eredményt ért el. 1958-tól a Honvéd technikai vezetője, Östreicher Emil sportigazgatóként dolgozott a Real Madrid elnöke, Santiago Bernabéu mellett. Első megbízásaként erősítést kellett találnia a csapat számára. Legelőször Puskást kereste fel Olaszországban, hogy magával vigye őt a Realhoz.
Puskás eltiltása ekkorra véget ért, és a Real időközben megszerezte sorozatban a harmadik győzelmét is az akkoriban létrejött UEFA Bajnokcsapatok Európa-kupájában. A Barcelonában légióskodó Kocsis Sándorhoz és Czibor Zoltánhoz hasonlóan Puskás is Spanyolországba költözött. Rövidesen barátságot kötött az akkor a világ legjobb játékosának számító Alfredo Di Stéfanóval. Közösen hatszor nyerték meg a nemzeti bajnokságot, és további három alkalommal hódították el a Bajnokcsapatok Európa-kupáját.

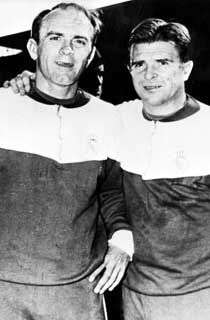
Alfredo Di Stéfano és Puskás Ferenc

Az első évében, mikor a Real Madrid sorozatban negyedszerre is győzött a BEK-ben, Puskásnak az Atlético Madrid csapatával szembeni elődöntőben sikerült egy kétlábas (???) gólt lőnie. Edzője azonban személyes nézeteltérések miatt Mateót állította be helyette a döntőben. Miután Santiago Bernabéu tudomást szerzett a dologról, azonnali hatállyal menesztette az argentin edzőt annak ellenére is, hogy megnyerték a kupát. Aztán az 1960-as BEK döntőben az Eintracht Frankfurt ellen 7–3-ra nyert a Real, Puskás ebből négy gólt szerzett (amely máig megdöntetlen rekord), és így hét meccsen szerzett tizenkét góljával elnyerte a BEK gólkirályi címét is. Két évvel később, 35 évesen a Benfica Lissabon elleni BEK-döntőn három gólt szerzett, a Real azonban 5:3-ra veszített. Ő az egyetlen, aki két különböző BEK- vagy BL-döntőn mesterhármast szerzett. Ekkor már előre látható volt, hogy a nagyszerű csapat diadalmenete hamarosan véget ér, ugyanis a legjobb játékosok addigra már betöltötték harmincadik életévüket. Emiatt Santiago Bernabéu előszerződést készített a brazil FC Santosban játszó 19 éves Pelé számára, de ő végül nem tartotta magát a megegyezéshez.
1960 novemberében, miután a Real sorozatban ötödször is győzött a BEK-ben, alulmaradt a rivális FC Barcelona csapatával szemben (az eredmény 2–2, majd a visszavágón 1–2 lett), így a veretlenségi sorozat megszakadt.
Puskás négyszeres spanyol gólkirály lett, és 1961-ben megkapta a spanyol állampolgárságot, így az 1962-es labdarúgó-világbajnokságra a spanyol válogatott tagjaként utazott Chilébe. Szereplése azonban csalódást okozott, a három meccs egyikén sem sikerült a kapuba találnia.
1963. október 23-án futball-világválogatottként játszotta legutolsó nemzetközi válogatott meccsét Anglia ellen. (A mérkőzésen Anglia győzött 2–1-re. A világválogatott gólját Denis Law rúgta. A második félidőben a Di Stefano – Puskás – Gento balszárny játszott). Nyolcévnyi közönségsiker után, 1966-ban, 39 évesen befejezte játékosi pályafutását.
 …Én imádtam a futballt! Imádtam a családomat és mindig a futballpályán jártam, engem több más nem érdekelt. Az én kabalám mindig a labda volt. Akkor éreztem magam biztosnak, amikor a labda nálam volt, vagy ha a labdába belerúghattam… 

### Edzői karrier
1967-től edzőként kezdett tevékenykedni. Elsőként a spanyol Hércules Alicante csapatánál, majd az Egyesült Államokban (San Francisco Gales) és Kanadában próbált szerencsét. Ezután visszatért Spanyolországba, a Deportivo Alavéshez, ahonnan egy év után Görögországba távozott.
1970 és 1974 között a Panathinaikósz Athénnál dolgozott, ami edzői pályafutása legnagyobb sikere volt. A csapat 1970 és 1972 között kétszer megnyerte a görög bajnokságot, 1971-ben pedig a klub történetében először döntőt játszott a BEK-ben. A végjátékban végül a Johan Cruijff vezette Ajax Amsterdam csapata győzött 2–0-ra.
A következő években Spanyolországban (Real Murcia), Chilében (Colo Colo), majd Szaúd-Arábiában a válogatottnál edzősködött, ezután pedig visszatért Görögországba az AÉK Athénhoz. 1979 és 1984 között az egyiptomi al-Masri Klub edzője volt.
1989 és 1991 között újabb edzői sikereket könyvelhetett el. Irányításával az ausztrál South Melbourne Hellas bajnoki címet és kupagyőzelmet szerzett.

### Hazatérés

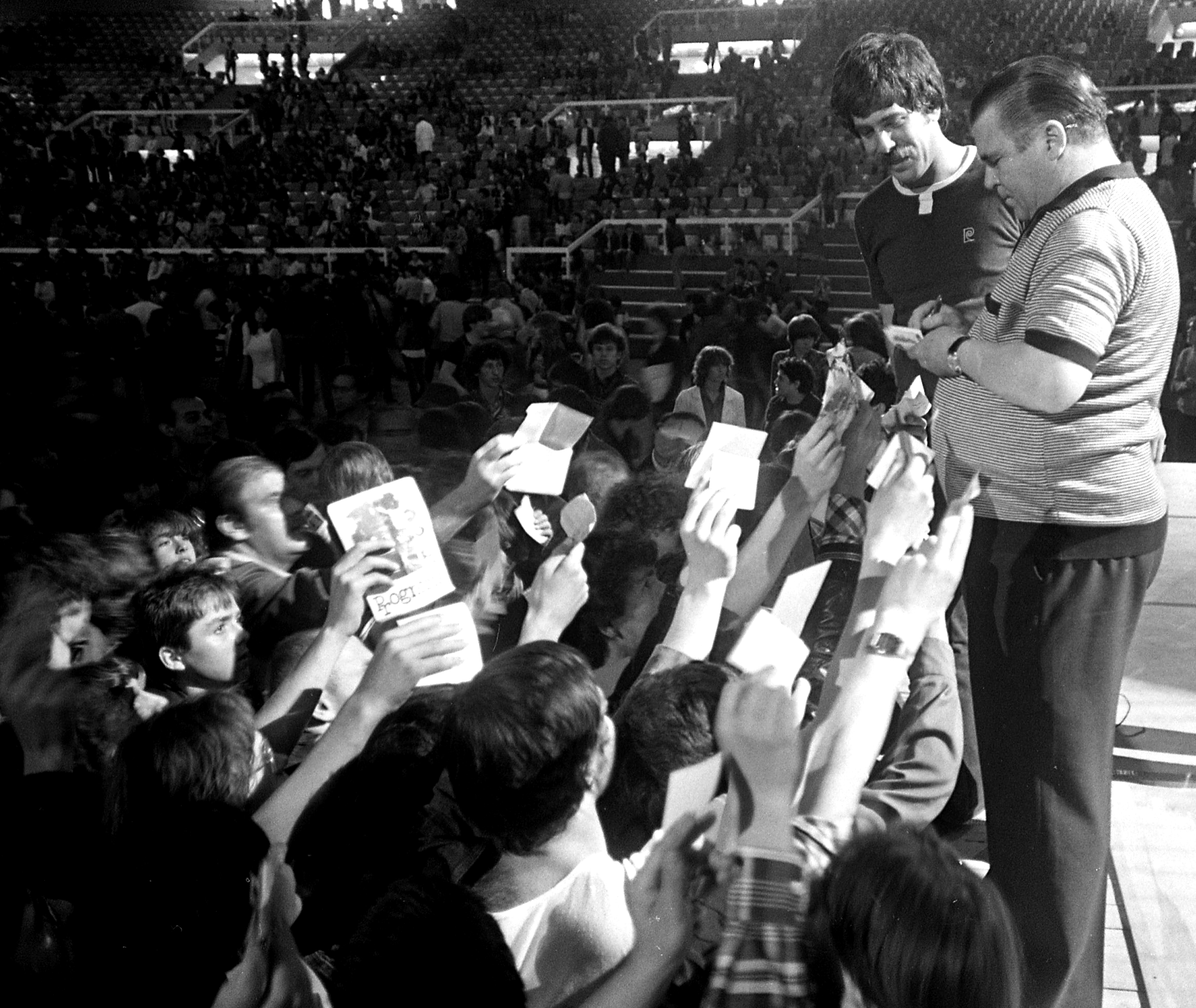
Puskás Ferenc dedikál a magyar rajongóknak a Budapest Sportcsarnokban, mellette Déri János riporter (1982)

1981-ben adódott az első lehetőség arra, hogy a kommunista diktatúra által korábban dezertőrként és disszidensként számontartott és részben rehabilitált Puskás (akiről a médiában hosszú időn át szinte tilos volt említést tenni) hazautazhasson. Mindenekelőtt szülei sírját kereste fel Kispesten, majd a Magyarország–Anglia vb-selejtező előtt megrendezett Budapest–Vidék öregfiúk gálán ünnepelhette őt a közönség. A nyolcvanas években egy ideig Paraguayban edzősködött (a Sol de América és a Cerro Porteño csapatánál), de több alkalommal is visszatért, majd 1991-ben végleg Magyarországra költözött. Még ebben az évben Kispest díszpolgárává avatták. 1992-ben a Magyar Labdarúgó-szövetség utánpótlás-, majd nemzetközi igazgatója lett. 1993 áprilisa és júliusa között a magyar nemzeti válogatott szövetségi kapitányi posztját töltötte be, de a csapatot nem sikerült bejuttatnia az 1994-es labdarúgó-világbajnokságra.

### Kitüntetések, egészségi állapot
1997-ben a Nemzetközi Olimpiai Bizottság az Olimpiai Érdemrend ezüst fokozatával tüntette ki. Ugyanebben az évben a müncheni Az Évszázad Labdarúgó Gáláján az első osztályú bajnoki mérkőzéseken szerzett góljai (489) alapján a legnagyobb játékklasszisnak járó elismerésben részesült. 1998-ban a FIFA Hírességek Csarnokának (Hall of Fame) tagja lett. 1999-ben a magyar sport tiszteletbeli nagykövetévé nevezték ki, 2001-ben pedig az évszázad legjobb férfi sportolójának választották.
2000-től az Alzheimer-kór hatására az egészségi állapota rohamosan romlani kezdett. 2002-től a magas kezelési költségek fedezésére a Real Madrid, illetőleg Alfredo Di Stéfano igyekezett pénzt biztosítani.
2002-ben az Aranycsapat egykori játékosai közül Bozsik József és Hidegkuti Nándor után ő részesült harmadikként abban a megtiszteltetésben, hogy stadiont nevezzenek el róla. A Népstadion, melyben az 1950-es évek válogatottja legendává vált, az egykori csapatkapitány 75. születésnapján kapta a „Puskás Ferenc Stadion” nevet. Ez évtől már a Kútvölgyi kórházban töltötte a napjait, ahol felesége minden nap meglátogatta. A további születésnapjait is a kórházban ünnepelte.
2006 szeptemberében a Nemzeti Sport arról számolt be, hogy Puskás súlyos tüdőgyulladással és magas lázzal az intenzív osztályra került. Állapota az elkövetkezendő hetekben nem javult, végül november 17-én reggel 7 órakor légzési és keringési elégtelenség következtében elhunyt. A legendás Aranycsapatból mindössze ketten élték túl, Grosics Gyula és Buzánszky Jenő. December 9-én nagy állami szertartással, a nemzet halottjaként temették el a budapesti Szent István-bazilikában. Erre a napra a kormány nemzeti gyásznapot rendelt el, és a temetést több tévé- és rádióadó is közvetítette. 

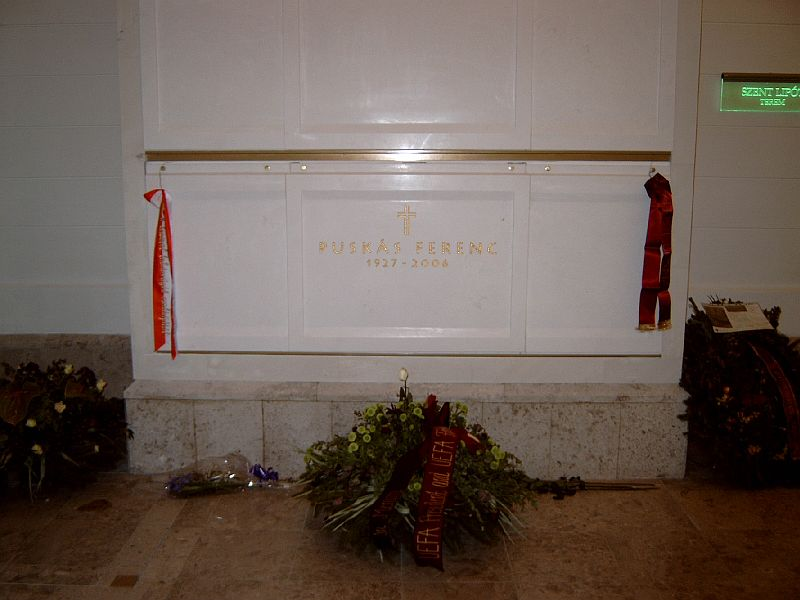
Puskás Ferenc sírja Budapesten a Szent István-bazilikában

Életét a labdarúgásnak szentelte, igazi barát és sportember volt a pályán és a pályán kívül. A pályán zseni, az életben ember tudott maradni. Beírta nevét abba az „Aranykönyvbe”, amely a magyarok nagy cselekedeteit és világörökségét rögzíti. Ez megőrzi nevét örökre a 21. század és a jövő évezredek magyarjai számára.

## Pályafutás (összefoglalás)

### Magyarország (1939–1956)
Magyarországon csak a Budapesti Honvédban (1949–1956), illetve ennek elődeiben a Kispesti FC-ben (1939–1944) és a Kispesti AC-ben (1944–1949) játszott. Az 1947–1948-as évadban 32 mérkőzés során 50 gólt szerzett. Öt alkalommal nyert bajnoki címet (l. 4.1).
1946 és 1956 között 18 alkalommal került be a Budapest-válogatottba, és 15 gólt lőtt.

### Spanyolország (1958–1966)

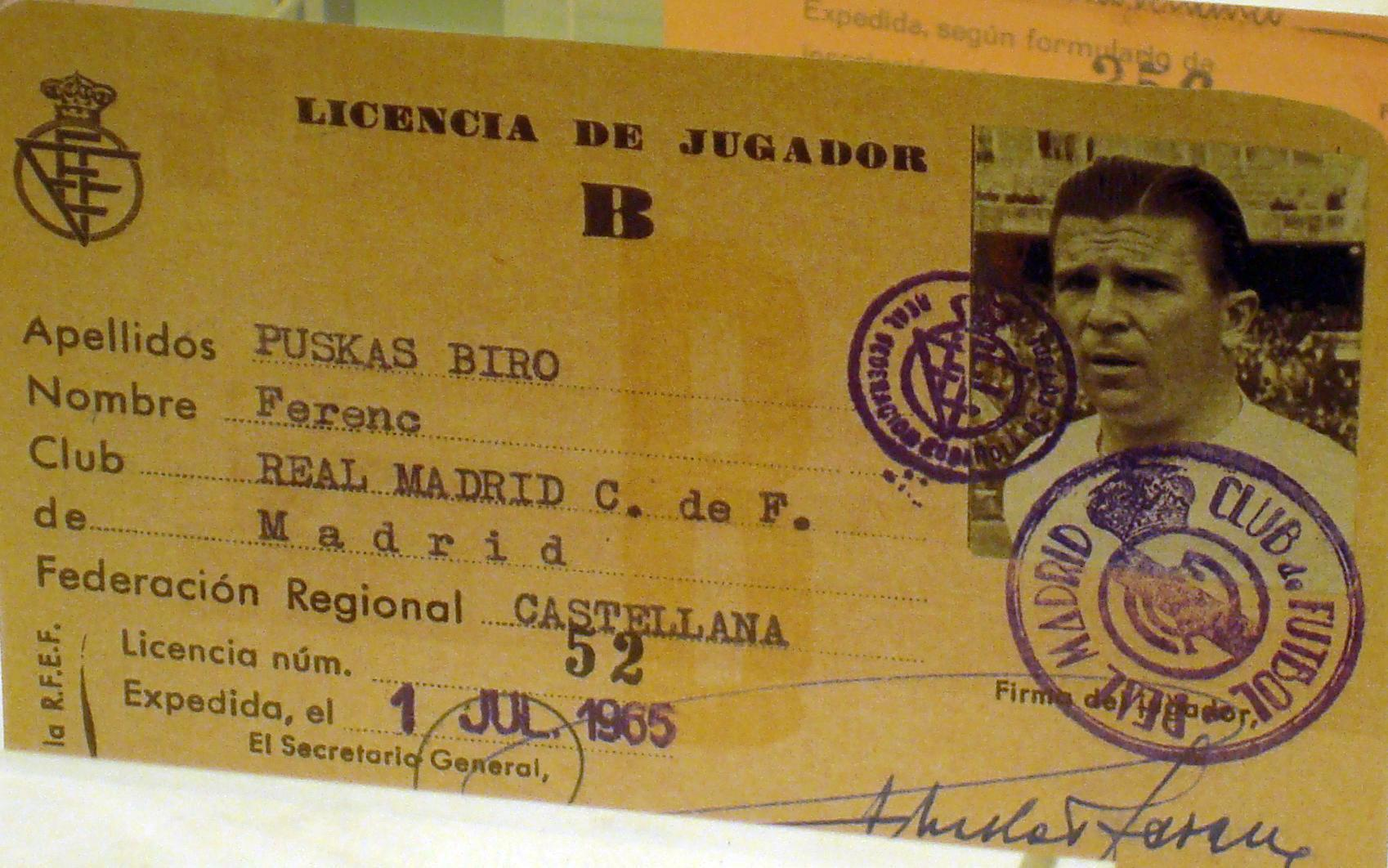
Real Madrid-os licence Puskas Biro Ferenc névre kiállítva

1958 és 1966 között a Real Madrid játékosa volt. A Real ez idő tájt hazájában nem talált legyőzőre. Összesen 372 meccset játszott végig, és 324 góllal gazdagította csapatát.
A BEK-ben 39 mérkőzés során 35 gólt lőtt, és 12 találatával gólkirály lett az 1959–1960-as évadban. Az 1960-as, Eintrach Frankfurt elleni döntő 7–3-as győzelméből (amely találatait tekintve máig rekordnak számít) 4 góllal vette ki a részét (a többi gólt Alfredo di Stéfano rúgta). Az 1961–1962-es évadban héttel több gólt lőtt be, mint a Real korábbi legeredményesebb játékosai, Di Stéfano és Tejada, így újra gólkirály lett. A döntőben, amelyben a Guttmann Béla által irányított Benfica Lissabon ellen 5–3-as vereséget szenvedtek, csak Puskásnak sikerült a kapuba találnia. Két évvel később a döntőben a Real az Internazionale ellen 3–1-re veszített. 1966-ban a megfiatalított Real Madridnak már sikerült győznie az FK Partizan Belgrad elleni döntőben. Puskás, aki ekkor már 39 éves volt, nem játszott a végjátékban, azonban csapatán belül mégis gólkirály lett, három meccsen szerzett öt góljával.

### Magyar válogatott (1945–1956)
Pályafutása a magyar válogatottban 17 éves korában, 1945. augusztus 20-án az osztrákok elleni 5–2-es budapesti győzelemmel kezdődött, és 1956. október 14-én Bécsben fejeződött be, amikor az osztrákok 2–0-s vereséget szenvedtek. Mindkét meccsen egyszer talált a hálóba.
1950-ben az Albániával szembeni 12–0-s győzelemből négy góllal vette ki a részét. További négy mérkőzésen újabb három gólt szerzett (1946: 7–2 Luxemburg ellen, 1948: 5–1 Románia ellen, 1949. május 8-án 6–1 és 1950. október 29-én 4–3 Ausztria ellen). Csapatával 63 meccset nyert meg, és csak 11-szer veszített, emellett további 11 alkalommal zárt döntetlennel. 85 nemzetközi találkozón 84 góljával magyar rekordot állított fel.

### Spanyol válogatott (1961–1962)
A spanyol válogatottban négy mérkőzésen játszott 1961 és 1962 között, de nem szerzett gólt. Első alkalommal 1961. november 12-én szerepelt Marokkó ellen Casablancában, ahol a spanyolok 1–0-ra nyertek. A másik három mérkőzést az 1962-es chilei világbajnokság részeként játszották le, melyen a spanyol csapat utolsó csoportmérkőzésén 1962. június 6-án, Viña del Marban 2–1-es vereséget szenvedett Brazíliától. Összeredménye 2 győzelem és 2 vereség.

## Játékos
| Magyarország        | Magyarország        | Magyarország        | Spanyolország  | Spanyolország  | Spanyolország  |
| ------------------- | ------------------- | ------------------- | -------------- | -------------- | -------------- |
| Budapesti Honvéd SE | Budapesti Honvéd SE | Budapesti Honvéd SE | Real Madrid CF | Real Madrid CF | Real Madrid CF |
| Évadok              | Évadok              | Évadok              | Évadok         | Évadok         | Évadok         |
| 1943–1944           | 17 mérkőzés         | 8 gól               | 1958–1959      | 24 mérkőzés    | 21 gól         |
| 1944                | 5 mérkőzés          | 4 gól               | 1959–1960      | 24 mérkőzés    | 25 gól         |
| 1945                | 22 mérkőzés         | 13 gól              | 1960–1961      | 28 mérkőzés    | 28 gól         |
| 1945–1946           | 36 mérkőzés         | 35 gól              | 1961–1962      | 23 mérkőzés    | 20 gól         |
| 1946–1947           | 30 mérkőzés         | 32 gól              | 1962–1963      | 30 mérkőzés    | 26 gól         |
| 1947–1948           | 32 mérkőzés         | 50 gól              | 1963–1964      | 25 mérkőzés    | 21 gól         |
| 1948–1949           | 30 mérkőzés         | 46 gól              | 1964–1965      | 18 mérkőzés    | 11 gól         |
| 1949–1950           | 30 mérkőzés         | 31 gól              | 1965–1966      | 8 mérkőzés     | 4 gól          |
| 1950                | 15 mérkőzés         | 25 gól              |                |                |                |
| 1951                | 21 mérkőzés         | 21 gól              |                |                |                |
| 1952                | 26 mérkőzés         | 22 gól              |                |                |                |
| 1953                | 26 mérkőzés         | 27 gól              |                |                |                |
| 1954                | 20 mérkőzés         | 21 gól              |                |                |                |
| 1955                | 26 mérkőzés         | 18 gól              |                |                |                |
| 1956                | 13 mérkőzés         | 5 gól               |                |                |                |
| 1943–1956           | 349 mérkőzés        | 358 gól             | 1958–1967      | 180 mérkőzés   | 156 gól        |

### Klubok
- 1939–1944: Kispest FC
- 1944–1949: Kispesti AC
- 1949–1956: Budapesti Honvéd SE
- 1958–1967: Real Madrid

1939-től 1956-ig egy klubnál játszott, melynek neve többször megváltozott

### Bajnokságok és gólok
- 349 mérkőzés (358 gól)[19] Magyarországon
- 180 mérkőzés (156 gól)[20] Spanyolországban

### Minden sorozatban
- 262 mérkőzés (242 gól)[20] a Real Madridban
- 367 mérkőzés (380 gól)[21] a Kispestben.

### Meccsek és gólok a Budapest-válogatottban
- 1946–1956: 18 mérkőzés (15 gól)

### Egyéb válogatott meccsek
- 1954–1955: 5 mérkőzés (11 gól)

### Nemzeti gólkirályi címek
- 1948: 50 gól a Kispesti AC számára
- 1950: 31 gól a Budapesti Honvéd SE számára
- 1950. ősz: 25 gól a Budapesti Honvéd SE számára
- 1953: 27 gól a Budapesti Honvéd SE számára
- 1960: 28 gól a Real Madrid számára
- 1961: 27 gól a Real Madrid számára
- 1963: 26 gól a Real Madrid számára
- 1964: 20 gól a Real Madrid számára

### Nemzetközi gólkirályi címek
- Európa-kupa: 1953 (10 gól)
- BEK: 1960 (12 gól), 1964 (7 gól)

### Nemzetközi mérkőzések és gólok
- 85 mérkőzés (84 gól) a magyar válogatottnál (1945–1956)
- 4 mérkőzés (0 gól) a spanyol válogatottnál (1961–1962)

### Klubok edzőként
Tíz országban edzősködött: Spanyolország, USA, Kanada, Görögország, Chile, Szaúd-Arábia, Egyiptom, Paraguay, Ausztrália és Magyarország.
- 1967: Hércules Alicante, Spanyolország
- 1967: San Francisco Gales, USA
- 1968: Vancouver Royals, Kanada
- 1968–1969: CD Alavés, Spanyolország
- 1970–1974: Panathinaikósz, Görögország
- 1974–1975: FCL Murcia, Spanyolország
- 1975–1976: Colo-Colo, Chile
- 1976–1977: a Szaúd-arábiai labdarúgó-válogatott edzője, Szaúd-Arábia
- 1978–1979: AÉK, Görögország
- 1979–1984: Al Masri, Egyiptom
- 1985–1986: Sol de América, Paraguay
- 1986: Cerro Porteño, Paraguay
- 1990–1991: South Melbourne Hellas, Ausztrália
- 1992: az MLSZ utánpótlás-, majd nemzetközi igazgatója
- 1993. április–július: 4 mérkőzésen magyar szövetségi kapitány

## Sikerei, díjai

### Játékosként elért eredmények
| Budapest Honvéd | Magyarország | Real Madrid | Spanyolország                             |
| - Magyar bajnokság (5) - bajnok (5): 1949–50, 1950 (ősz), 1952, 1954, 1955 - ezüstérem (3): 1946–47, 1951, 1953 - bronzérmes (1): 1948–49 - Magyar kupa (MNK) - döntős: 1955 | - Világbajnokság - döntős: 1954 - Olimpia (1) - aranyérem: 1952 - Európa-kupa (1) - győztes: 1953 - ezüstérmes: 1960 - Labdarúgó-Balkán-bajnokság (1) - győztes: 1947 | - Spanyol bajnokság (5) - bajnok (5): 1960–61, 1961–62, 1962–63, 1963–64, 1964–65 - ezüstérmes (3): 1958–59, 1959–60, 1965–66 - Spanyol kupa (Copa del Rey/Copa del Generalísimo) (1) - győztes (1): 1962 - döntős (2): 1960, 1961 - Bajnokcsapatok Európa-kupája (3) - győztes (3): 1958–59, 1959–60, 1965–66 - döntős (2): 1961–62, 1963–64 - Interkontinentális kupa (1) - győztes (1): 1960 | - Világbajnokság - csoportkörös (1): 1962 |

| Kitüntetések | Gólkirályi címek |
| --- | --- |
| - Magyar Köztársasági Sportérdemérem ezüst fokozat (1949) - Magyar Népköztársasági Érdemrend V. fokozat (1951) - A Magyar Népköztársaság kiváló sportolója (1951) - Munka Érdemrend (1953) - A Magyar Népköztársaság Érdemes Sportolója (1954) - Világválogatott játékos (1963) - Európa-válogatott játékos (1965) - Kispest díszpolgára (1991) - Halhatatlanok Klubjának tagja (1991) - A Magyar Köztársasági Érdemrend középkeresztje (1993) - Alezredesi (1992), majd ezredesi (1995) előléptetés a Magyar Honvédségben - NOB Olimpiai Érdemrend (1997) - Köztársasági Elnök Arany Emlékérme (1997) - Magyarság Hírneve (1997) - A FIFA S.O.S. gyermekfalu mozgalmának magyarországi nagykövete (1998-tól) - A FIFA Hírességek Csarnokának (International Football Hall of Fame) tagja (1998) - A 20. század legjobb magyar sportolója (2001) - Budapest díszpolgára (2001) - A Nemzet Sportolója (2004) - FIFA Erény Rendje díj (2004) - UEFA Az elmúlt fél évszázad legjobb játékosa (2004) - A Magyar Köztársasági Érdemrend középkeresztje a csillaggal (2005) - Golden Foot-díjas (2006) - UEFA Európa Bajnoka (2006) - Világ Sportlegendái-díj (2019) - Aranylabda-szavazás második helyezettje (1): 1960 | - Minden idők 7. legjobb góllövője 802 góllal. (csak hivatalos meccset nézve) - Európai aranycipő (1) - legjobb góllövő 1948 (50 gól) - Európa-kupa (1) - legjobb góllövő 1953 (10 gól) - 2. legjobb góllövő 1960 (5 gól) - Magyar gólkirály (4): 1947–48 (50), 1949–50 (31), 1950 ősz (25), 1953 (27) - Spanyol gólkirály (4): 1959–60 (25), 1960–61 (28), 1962–63 (26), 1963–64 (21) - a Bajnokcsapatok Európa-kupája gólkirálya (2) - 1959–60 (12), 1963–64 (7) |

### Edzőként elért eredmények
| Panathinaikósz | South Melbourne Hellas                                                      | AÉK                                                                  | Al Masri                                  | Club Sol de América                      |
| - Görög bajnokság - bajnok (2): 1970, 1972 - ezüstérmes (1): 1974 - bronzérmes (2): 1971, 1973 - BEK - döntős: 1970–71 - Interkontinentális kupa - döntős (1): 1971 (a BEK-győztes Ajax visszalépett, így az ezüstérmes indulhatott) - Görög szuperkupa - győztes (1): 1970 - Görög kupa - döntős (1): 1972 | - Ausztrál bajnokság - bajnok (1): 1991 - Ausztrál kupa - győztes (1): 1990 | - Görög bajnokság - bajnok (1): 1979 - Görög kupa - döntős (1): 1979 | - Egyiptomi kupa - döntős (2): 1983, 1984 | - Paraguayi bajnokság - bajnok (1): 1986 |

## Statisztika

### Mérkőzései a magyar válogatottban
| Magyarország | Magyarország         | Magyarország                        | Magyarország       | Magyarország | Magyarország  | Magyarország          | Magyarország | Magyarország           |
| #            | Dátum                | Helyszín                            | Hazai              | Eredmény     | Vendég        | Kiírás                | Gólok        | Esemény                |
| ------------ | -------------------- | ----------------------------------- | ------------------ | ------------ | ------------- | --------------------- | ------------ | ---------------------- |
| 1.           | 1945. augusztus 20.  | Budapest, Üllői úti pálya           | Magyarország       | 5 – 2        | Ausztria      | barátságos            | 1            | 12'                    |
| 2.           | 1945. szeptember 30. | Budapest, Üllői úti pálya           | Magyarország       | 7 – 2        | Románia       | barátságos            | 2            | 15' 66'                |
| 3.           | 1946. április 14.    | Bécs, Práter stadion                | Ausztria           | 3 – 2        | Magyarország  | barátságos            | -            | 46'                    |
| 4.           | 1946. október 6.     | Budapest. Üllői úti stadion         | Magyarország       | 2 – 0        | Ausztria      | barátságos            | -            |                        |
| 5.           | 1946. október 30.    | Esch-sur-Alzette                    | Luxemburg          | 2 – 7        | Magyarország  | barátságos            | 3            | 15' 60' 85'            |
| 6.           | 1947. május 4.       | Budapest. Üllői úti stadion         | Magyarország       | 5 – 2        | Ausztria      | barátságos            | 1            | 11'                    |
| 7.           | 1947. május 11.      | Torino, Stadio Comunale             | Olaszország        | 3 – 2        | Magyarország  | barátságos            | 1            | 78' (11-esből)         |
| 8.           | 1947. június 29.     | Belgrád, Partizan Stadion           | Jugoszlávia        | 2 – 3        | Magyarország  | Balkán-kupa           | 2            | 57' 60' (öngól)        |
| 9.           | 1947. szeptember 14. | Bécs, Práter stadion                | Ausztria           | 4 – 3        | Magyarország  | barátságos            | -            |                        |
| 10.          | 1947. október 12.    | Bukarest                            | Románia            | 0 – 3        | Magyarország  | Balkán-kupa           | 2            | 35' 74'                |
| 11.          | 1948. április 22.    | Budapest, Üllői úti stadion         | Magyarország       | 7 – 4        | Svájc         | Európa-kupa           | 2            | 1' 88'                 |
| 12.          | 1948. május 2.       | Bécs, Práter stadion                | Ausztria           | 3 – 2        | Magyarország  | Európa-kupa           | -            |                        |
| 13.          | 1948. május 23.      | Budapest, Üllői úti stadion         | Magyarország       | 2 – 1        | Csehszlovákia | Európa-kupa           | -            |                        |
| 14.          | 1948. június 6.      | Újpest, Megyeri úti stadion         | Magyarország       | 9 – 0        | Románia       | Balkán-kupa           | 2            | 57' 87'                |
| 15.          | 1948. október 24.    | Bukarest                            | Románia            | 1 – 5        | Magyarország  | Balkán-kupa           | 2            | 44' 63'                |
| 16.          | 1948. november 7.    | Szófia, Junak Stadion               | Bulgária           | 1 – 0        | Magyarország  | Balkán-kupa           | -            |                        |
| 17.          | 1949. április 10.    | Prága                               | Csehszlovákia      | 5 – 2        | Magyarország  | Európa-kupa           | 1            | 61' (11-esből)         |
| 18.          | 1949. május 8.       | Újpest, Megyeri úti stadion         | Magyarország       | 6 – 1        | Ausztria      | Európa-kupa           | 3            | 33' 82' (11-esből) 87' |
| 19.          | 1949. június 12.     | Újpest, Megyeri úti stadion         | Magyarország       | 1 – 1        | Olaszország   | Európa-kupa           | -            |                        |
| 20.          | 1949. június 19.     | Stockholm, Råsunda Stadion          | Svédország         | 2 – 2        | Magyarország  | barátságos            | -            | 41'                    |
| 21.          | 1949. július 10.     | Debrecen, Nagyerdei stadion         | Magyarország       | 8 – 2        | Lengyelország | barátságos            | 2            | 35' 86'                |
| 22.          | 1949. október 16.    | Bécs, Práter stadion                | Ausztria           | 3 – 4        | Magyarország  | barátságos            | 2            | 8' 73' (11-esből)      |
| 23.          | 1949. október 30.    | Újpest, Megyeri úti stadion         | Magyarország       | 5 – 0        | Bulgária      | barátságos            | 2            | 70' 84'                |
| 24.          | 1949. november 20.   | Újpest, Megyeri úti stadion         | Magyarország       | 5 – 0        | Svédország    | barátságos            | 1            | 24'                    |
| 25.          | 1950. április 30.    | Budapest, Megyeri úti stadion       | Magyarország       | 5 – 0        | Csehszlovákia | barátságos            | 2            | 38' 85'                |
| 26.          | 1950. május 14.      | Bécs, Práter-stadion                | Ausztria           | 5 – 3        | Magyarország  | barátságos            | 1            | 25' (11-esből)         |
| 27.          | 1950. június 4.      | Varsó                               | Lengyelország      | 2 – 5        | Magyarország  | barátságos            | 2            | 9' (11-esből) 35'      |
| 28.          | 1950. szeptember 24. | Budapest, Megyeri úti stadion       | Magyarország       | 12 – 0       | Albánia       | barátságos            | 4            | 18' 36' 75' 82'        |
| 29.          | 1950. október 29.    | Budapest, Megyeri úti stadion       | Magyarország       | 4 – 3        | Ausztria      | barátságos            | 3            | 10' 13' 90'            |
| 30.          | 1950. november 12.   | Szófia, Narodna Armija-stadion      | Bulgária           | 1 – 1        | Magyarország  | barátságos            | -            |                        |
| 31.          | 1951. május 27.      | Budapest, Megyeri úti stadion       | Magyarország       | 6 – 0        | Lengyelország | barátságos            | 2            | 71' 75' (11-esből) 81' |
| 32.          | 1951. október 14.    | Vitkovice                           | Csehszlovákia      | 1 – 2        | Magyarország  | barátságos            | -            |                        |
| 33.          | 1951. november 18.   | Budapest, Megyeri úti stadion       | Magyarország       | 8 – 0        | Finnország    | barátságos            | 2            | 69' (11-esből) 71'     |
| 34.          | 1952. május 18.      | Budapest, Üllői úti stadion         | Magyarország       | 5 – 0        | NDK           | barátságos            | -            |                        |
| 35.          | 1952. május 24.      | Moszkva, Dinamo-stadion             | Moszkva-válogatott | 1 – 1        | Magyarország  | barátságos            | -            |                        |
| 36.          | 1952. május 27.      | Moszkva, Dinamo-stadion             | Moszkva-válogatott | 2 – 1        | Magyarország  | barátságos            | 1            | 56'                    |
| 37.          | 1952. június 15.     | Varsó, CWKS-stadion                 | Lengyelország      | 1 – 5        | Magyarország  | barátságos            | 2            | 25' 33'                |
| 38.          | 1952. június 22.     | Helsinki, Olimpiai Stadion          | Finnország         | 1 – 6        | Magyarország  | barátságos            | 1            | 11'                    |
| 39.          | 1952. július 15.     | Turku, Kupittaa stadion (FIN)       | Románia            | 1 – 2        | Magyarország  | olimpiai selejtező    | -            |                        |
| 40.          | 1952. július 21.     | Helsinki, Pallokenttä stadion (FIN) | Magyarország       | 3 – 0        | Olaszország   | olimpiai nyolcaddöntő | -            |                        |
| 41.          | 1952. július 24.     | Kotka, Kotka stadion (FIN)          | Magyarország       | 7 – 1        | Törökország   | olimpiai negyeddöntő  | 2            | 64' 90'                |
| 42.          | 1952. július 28.     | Helsinki, Olimpiai Stadion (FIN)    | Magyarország       | 6 – 0        | Svédország    | olimpiai elődöntő     | 1            | 1'                     |
| 43.          | 1952. augusztus 2.   | Helsinki, Olimpiai Stadion (FIN)    | Jugoszlávia        | 0 – 2        | Magyarország  | olimpiai döntő        | 1            | 71'                    |
| 44.          | 1952. szeptember 20. | Bern, Wankdorf Stadion              | Svájc              | 2 – 4        | Magyarország  | Európa-kupa           | 2            | 36' 45'                |
| 45.          | 1952. október 19.    | Budapest, Megyeri úti stadion       | Magyarország       | 5 – 0        | Csehszlovákia | barátságos            | -            |                        |
| 46.          | 1953. április 26.    | Budapest, Megyeri úti stadion       | Magyarország       | 1 – 1        | Ausztria      | barátságos            | -            |                        |
| 47.          | 1953. május 17.      | Róma, Olimpiai Stadion              | Olaszország        | 0 – 3        | Magyarország  | Európa-kupa           | 2            | 63' 68'                |
| 48.          | 1953. július 5.      | Stockholm, Råsunda Stadion          | Svédország         | 2 – 4        | Magyarország  | barátságos            | 1            | 20'                    |
| 49.          | 1953. október 4.     | Prága, Hadsereg-stadion             | Csehszlovákia      | 1 – 5        | Magyarország  | barátságos            | 1            | 71'                    |
| 50.          | 1953. október 11.    | Bécs, Práter-stadion                | Ausztria           | 2 – 3        | Magyarország  | barátságos            | -            |                        |
| 51.          | 1953. november 15.   | Budapest, Népstadion                | Magyarország       | 2 – 2        | Svédország    | barátságos            | -            |                        |
| 52.          | 1953. november 25.   | London, Wembley Stadion             | Anglia             | 3 – 6        | Magyarország  | barátságos            | 2            | 25' 29'                |
| 53.          | 1954. február 12.    | Kairó                               | Egyiptom           | 0 – 3        | Magyarország  | barátságos            | 2            | 14' 59'                |
| 54.          | 1954. április 11.    | Bécs, Práter-stadion                | Ausztria           | 0 – 1        | Magyarország  | barátságos            | -            |                        |
| 55.          | 1954. május 23.      | Budapest, Népstadion                | Magyarország       | 7 – 1        | Anglia        | barátságos            | 2            | 21' 73'                |
| 56.          | 1954. június 17.     | Zürich, Hardturm stadion (SUI)      | Magyarország       | 9 – 0        | Dél-Korea     | vb-csoportkör         | 2            | 11' 89'                |
| 57.          | 1954. június 20.     | Bázel, St. Jakob stadion (SUI)      | Magyarország       | 8 – 3        | NSZK          | vb-csoportkör         | 1            | 17' 58'                |
| 58.          | 1954. július 4.      | Bern, Wankdorf Stadion (SUI)        | NSZK               | 3 – 2        | Magyarország  | vb-döntő              | 1            | 7'                     |
| 59.          | 1954. szeptember 19. | Budapest, Népstadion                | Magyarország       | 5 – 1        | Románia       | barátságos            | -            |                        |
| 60.          | 1954. szeptember 26. | Moszkva, Dinamo-stadion             | Szovjetunió        | 1 – 1        | Magyarország  | barátságos            | -            |                        |
| 61.          | 1954. október 10.    | Budapest, Népstadion                | Magyarország       | 3 – 0        | Svájc         | barátságos            | -            |                        |
| 62.          | 1954. október 24.    | Budapest, Népstadion                | Magyarország       | 4 – 1        | Csehszlovákia | barátságos            | -            |                        |
| 63.          | 1954. december 8.    | Glasgow, Hampden Park               | Skócia             | 2 – 4        | Magyarország  | barátságos            | -            |                        |
| 64.          | 1955. április 24.    | Bécs, Práter-stadion                | Ausztria           | 2 – 2        | Magyarország  | Európa-kupa           | -            |                        |
| 65.          | 1955. május 8.       | Oslo, Ullevaal Stadion              | Norvégia           | 0 – 5        | Magyarország  | barátságos            | 1            | 49' 63'                |
| 66.          | 1955. május 11.      | Stockholm, Råsunda Stadion          | Svédország         | 3 – 7        | Magyarország  | barátságos            | 2            | 20' (11-esből) 77'     |
| 67.          | 1955. május 15.      | Koppenhága, Boldklub-pálya          | Dánia              | 0 – 6        | Magyarország  | barátságos            | -            |                        |
| 68.          | 1955. május 19.      | Helsinki, Olimpiai Stadion          | Finnország         | 1 – 9        | Magyarország  | barátságos            | 1            | 39' 46'                |
| 69.          | 1955. május 29.      | Budapest, Népstadion                | Magyarország       | 3 – 1        | Skócia        | barátságos            | -            |                        |
| 70.          | 1955. szeptember 17. | Lausanne, Olimpiai Stadion          | Svájc              | 4 – 5        | Magyarország  | Európa-kupa           | 2            | 57' 85' (11-esből)     |
| 71.          | 1955. szeptember 25. | Budapest, Népstadion                | Magyarország       | 1 – 1        | Szovjetunió   | barátságos            | 1            | 87' (11-esből)         |
| 72.          | 1955. október 2.     | Prága, Strahov-stadion              | Csehszlovákia      | 1 – 3        | Magyarország  | Európa-kupa           | -            |                        |
| 73.          | 1955. október 16.    | Budapest, Népstadion                | Magyarország       | 6 – 1        | Ausztria      | Európa-kupa           | 1            | 84'                    |
| 74.          | 1955. november 13.   | Budapest, Népstadion                | Magyarország       | 4 – 2        | Svédország    | barátságos            | 1            | 50'                    |
| 75.          | 1955. november 27.   | Budapest, Népstadion                | Magyarország       | 2 – 0        | Olaszország   | Európa-kupa           | 1            | 81'                    |
| 76.          | 1956. február 19.    | Isztambul                           | Törökország        | 3 – 1        | Magyarország  | barátságos            | 1            | 81'                    |
| 77.          | 1956. február 29.    | Bejrút                              | Libanon            | 1 – 4        | Magyarország  | barátságos            | 1            | 42'                    |
| 78.          | 1956. április 29.    | Budapest, Népstadion                | Magyarország       | 2 – 2        | Jugoszlávia   | Európa-kupa           | -            |                        |
| 79.          | 1956. június 3.      | Brüsszel, Heysel Stadion            | Belgium            | 5 – 4        | Magyarország  | barátságos            | 1            | 13'                    |
| 80.          | 1956. június 9.      | Lisszabon, Luz Stadion              | Portugália         | 2 – 2        | Magyarország  | barátságos            | -            |                        |
| 81.          | 1956. július 15.     | Budapest, Népstadion                | Magyarország       | 4 – 1        | Lengyelország | barátságos            | -            | 46'                    |
| 82.          | 1956. szeptember 16. | Belgrád, JNA-stadion                | Jugoszlávia        | 1 – 3        | Magyarország  | Európa-kupa           | 1            | 66'                    |
| 83.          | 1956. szeptember 23. | Moszkva, Lenin-stadion              | Szovjetunió        | 0 – 1        | Magyarország  | barátságos            | -            |                        |
| 84.          | 1956. október 7.     | Párizs, Colombes Stadion            | Franciaország      | 1 – 2        | Magyarország  | barátságos            | -            |                        |
| 85.          | 1956. október 14.    | Bécs, Práter-stadion                | Ausztria           | 0 – 2        | Magyarország  | barátságos            | 1            | 27'                    |
|              | Összesen             |                                     |                    | 85           | mérkőzés      |                       | 84           | gól                    |

### Mérkőzései a spanyol válogatottban
| Spanyolország | Spanyolország      | Spanyolország                         | Spanyolország | Spanyolország | Spanyolország | Spanyolország | Spanyolország | Spanyolország |
| #             | Dátum              | Helyszín                              | Hazai         | Eredmény      | Vendég        | Kiírás        | Gólok         | Esemény       |
| ------------- | ------------------ | ------------------------------------- | ------------- | ------------- | ------------- | ------------- | ------------- | ------------- |
| 1.            | 1961. november 12. | Casablanca                            | Marokkó       | 0 – 1         | Spanyolország | barátságos    | -             |               |
| 2.            | 1962. május 31.    | Viña del Mar, Estadio Sausalito (CHI) | Csehszlovákia | 1 – 0         | Spanyolország | vb-csoportkör | -             |               |
| 3.            | 1962. június 3.    | Viña del Mar, Estadio Sausalito (CHI) | Spanyolország | 1 – 0         | Mexikó        | vb-csoportkör | -             |               |
| 4.            | 1962. június 6.    | Viña del Mar, Estadio Sausalito (CHI) | Brazília      | 2 – 1         | Spanyolország | vb-csoportkör | -             |               |
|               | Összesen           |                                       |               | 4             | mérkőzés      |               | 0             | gól           |

### Mérkőzései magyar szövetségi kapitányként
| Magyarország | Magyarország      | Magyarország                | Magyarország | Magyarország | Magyarország | Magyarország | Magyarország | Magyarország |
| #            | Dátum             | Helyszín                    | Hazai        | Eredmény     | Vendég       | Kiírás       | Gólok        | Esemény      |
| ------------ | ----------------- | --------------------------- | ------------ | ------------ | ------------ | ------------ | ------------ | ------------ |
| 1.           | 1993. április 15. | Budapest, Népstadion        | Magyarország | 0 – 2        | Svédország   | barátságos   | -            |              |
| 2.           | 1993. április 28. | Moszkva, Luzsnyiki Stadion  | Oroszország  | 3 – 0        | Magyarország | vb-selejtező | -            |              |
| 3.           | 1993. május 29.   | Dublin, Lansdowne Road      | Írország     | 2 – 4        | Magyarország | barátságos   | -            |              |
| 4.           | 1993. június 16.  | Reykjavík, Laugardalsvöllur | Izland       | 2 – 0        | Magyarország | vb-selejtező | -            |              |
|              | Összesen          |                             |              | -            | mérkőzés     |              | -            | gól          |

## Személyes rekordok
- Legtöbb gól egy mérkőzésen: 7 (1949. február 19.)
- Legtöbb gól egy évadban: 50 (1948)
- A 20. század legjobb góllövője (a Kispesti AC, illetve a Budapest Honvéd SE és a Real Madrid játékosaként 514 első osztálybeli meccseken szerzett góllal)
  - A harmadik legjobb magyar góllövő a magyar bajnoki örök góllövőlistán 357 góllal (az 1943 és 1956 közötti mérkőzéseken)
- A magyar válogatott legjobb góllövője (84 góllal)
  - A tizenharmadik legjobb spanyol góllövő 156 góllal (az 1958 és 1966 közötti mérkőzéseken)
  - A BEK góllövőlistájának harmadik helyezettje (Di Stéfano és Eusébio mögött) 36 góllal (az 1958 és 1966 közötti mérkőzéseken)

### Érdekességek
Puskás rendkívül jó eredménnyel szerepelt a magyar válogatott tagjaként, 85 mérkőzésen 84 gólt szerezve (találati aránya: 0,988). Összehasonlításképpen Pelé a brazil válogatottban 92 mérkőzésen 77 gólt szerzett (találati aránya: 0,837). Gerd Müller a német válogatottban ugyan 62 meccsen 68 gólt ért el (találati aránya: 1,097), ebből azonban 22 találkozón nem talált be. A legjobb találati arányt Puskás csapattársa, Kocsis Sándor érte el, aki 68 meccsen 75 alkalommal talált a hálóba (ami 1,103-as találati arányt jelent).

## Legendák

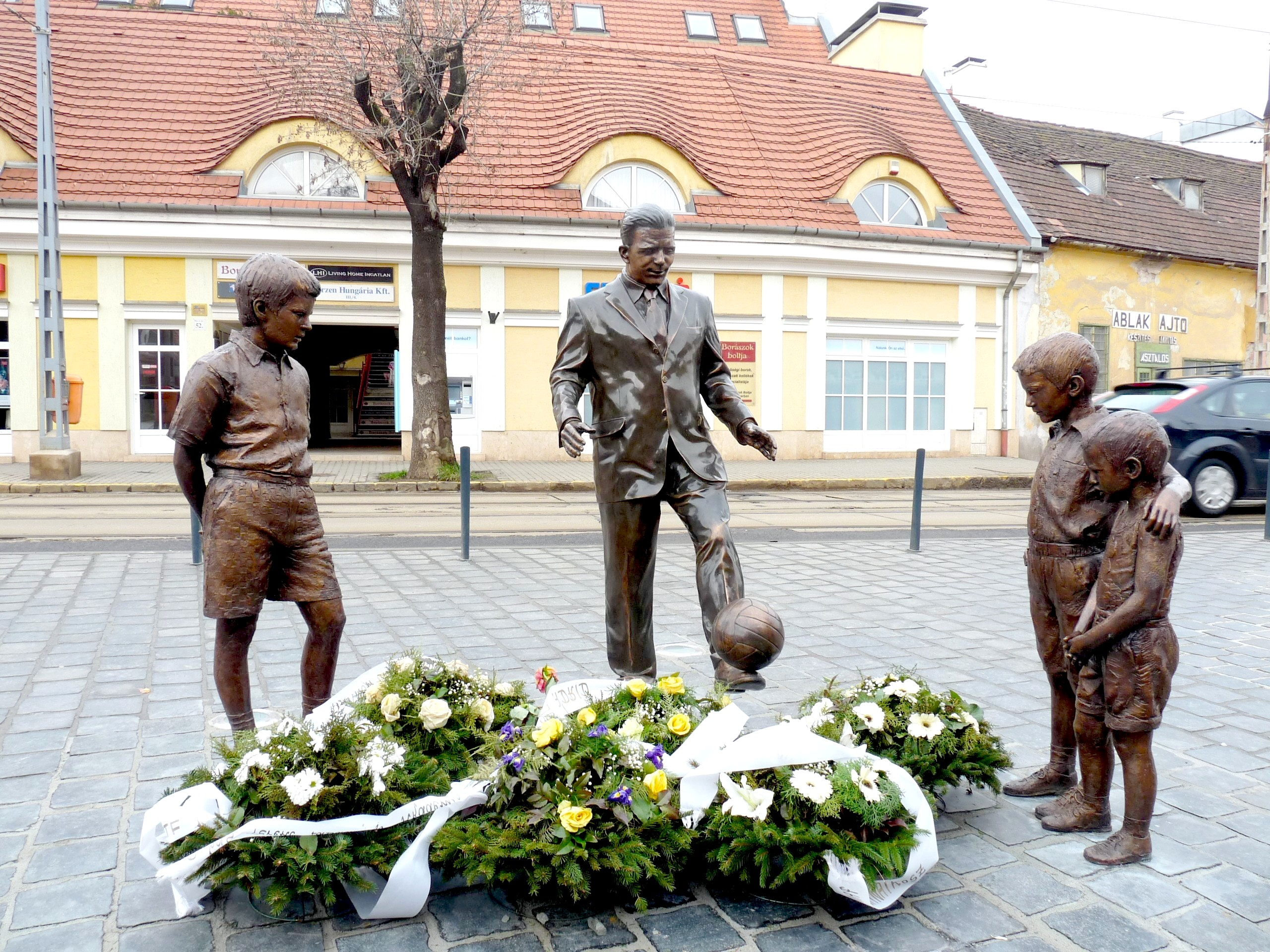
Szobra az Óbudai Promenádon

- A szóbeszéd szerint a pályafutása elején az egyik meccsén jobblábbal próbált gólt rúgni, de a lövés a kapust találta el, akinek az összes bordája eltört, ezért a későbbiekben csak a gyengébb bal lábát használta a kapura lövéshez. A valóság ezzel szemben az, hogy a bal lábát jobban tudta használni, mint a jobbat.[33]
- Állítólag megtörtént, hogy a szövetség egyre gyakrabban nem fizette ki a játékosoknak járó prémiumot. Az 1952-es zürichi mérkőzésen a svájciak 2–0-ra vezettek, mikor Puskás érdeklődni kezdett a kispadon ülő Sebes Gusztávnál a honorárium felől: „Guszti bácsi, még mindig nincs pénz a győzelemért?” Az edző azonban megnyugtatta a játékost: „De van!” A magyar csapat végül 4–2-re győzött.[34] Ekkor hangzott el Puskás legendás mondata: "Kis pénz, kis foci; nagy pénz, nagy foci".
- Az egyik válogatottmérkőzésen történt, hogy az ellenfél kivonult melegíteni a pályára, keményen készültek, eközben Puskásék a kezdőkörbe mentek, és azt játszották, hogy a félpályáról a kapujuk felé rúgták a labdát, de úgy, hogy az csak a felsőlécet érinthette. Az ellenfél egy idő után megunta a bemelegítést, és némán nézte őket.
- Papp László háromszoros ökölvívó olimpiai bajnokunk 1963 decemberében Madridban lépett szorítóba hivatásos mérkőzés keretében a spanyol Folledo ellen. A tét a középsúlyú Európa-bajnoki cím volt. A hatalmas csarnok zsúfolásig megtelt. Laci kissé szorongva nézett a mérkőzés elé. Nem az ellenfél izgatta, hanem a győzelemre áhítozó, heves vérmérsékletű, 15 ezer főnyi hazai közönség várható hangorkánja. Zúgott is a harsány biztatás a spanyolok kedvence felé. Egyszer azonban váratlanul felharsant a lelátó egyik szögletében a harsány „Hajrá, Papp!” kiáltás is. És míg Folledo hívei olykor szünetet is tartottak, Papp szurkolói megállás nélkül, a mérkőzés végéig lankadatlanul biztatták a magyar fiút. Laci önbizalmát láthatóan növelte a váratlan buzdítás. Fölénye egyre fokozódott. Végül biztos győzelemmel harcolta ki az Európa-bajnoki büszke címet. Az első gratuláló Puskás volt, aki a szorító közvetlen közelében szurkolta végig a mérkőzést. – Nem értelek, Öcsi! – jegyezte meg Papp. – Te amiatt panaszkodsz, hogy alig hallasz Spanyolországban magyar szót. És íme: ma este több száz magyar buzdított itt engem. – Tévedsz, Görbe! [ez Papp kedvenc beceneve] – magyarázott Puskás. – Rajtunk kívül egyetlen magyar sincs itt. Kubala és én fogadtuk fel ezeket az embereket itt. Kasztíliai munkanélküliek. Megvettük nekik a jegyet, és órabért fizettünk, hogy téged biztassanak. Becsülettel rászolgáltak a fizetésre.

## Emlékezete

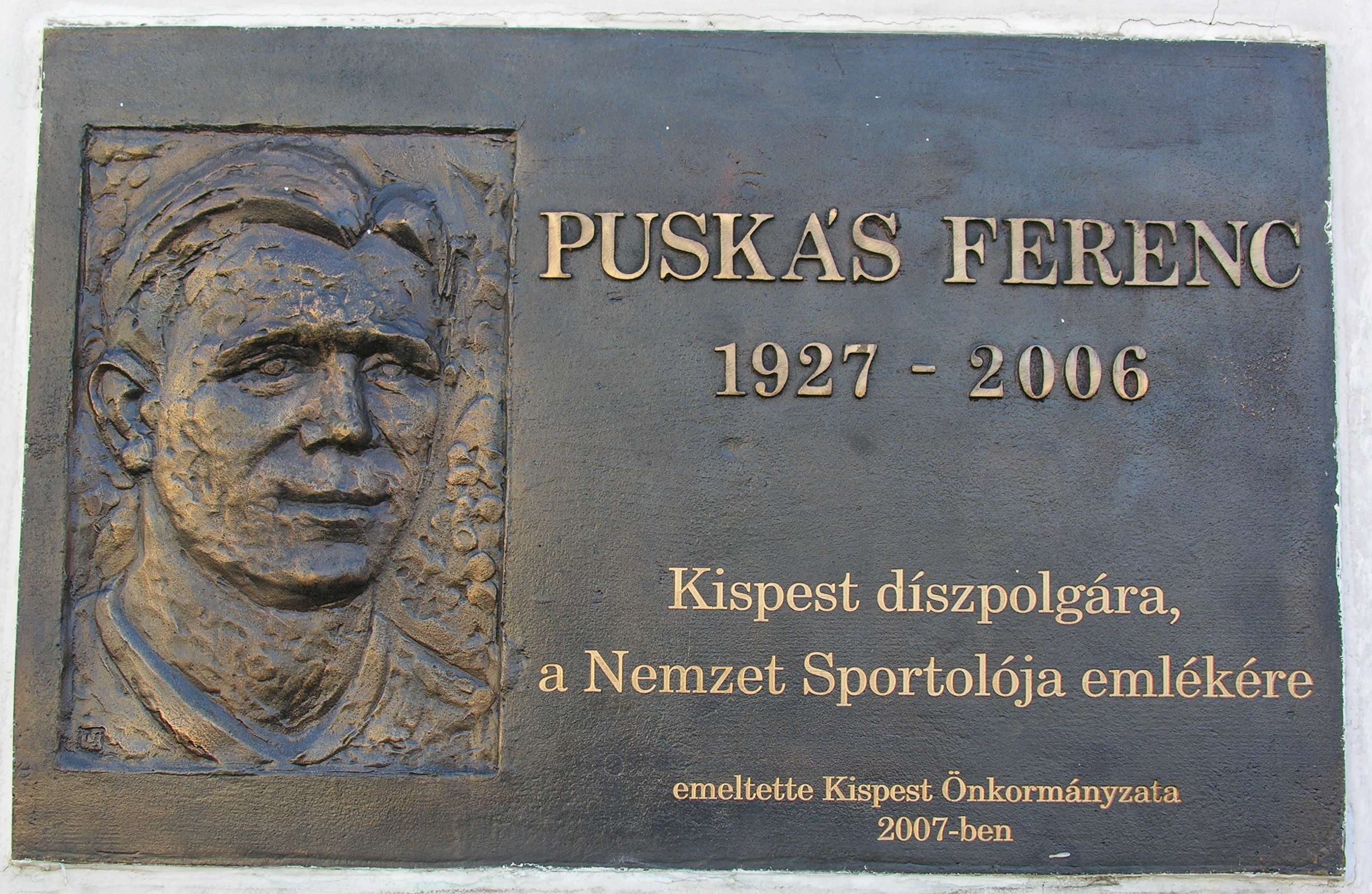
A Bozsik Stadion falán látható dombormű

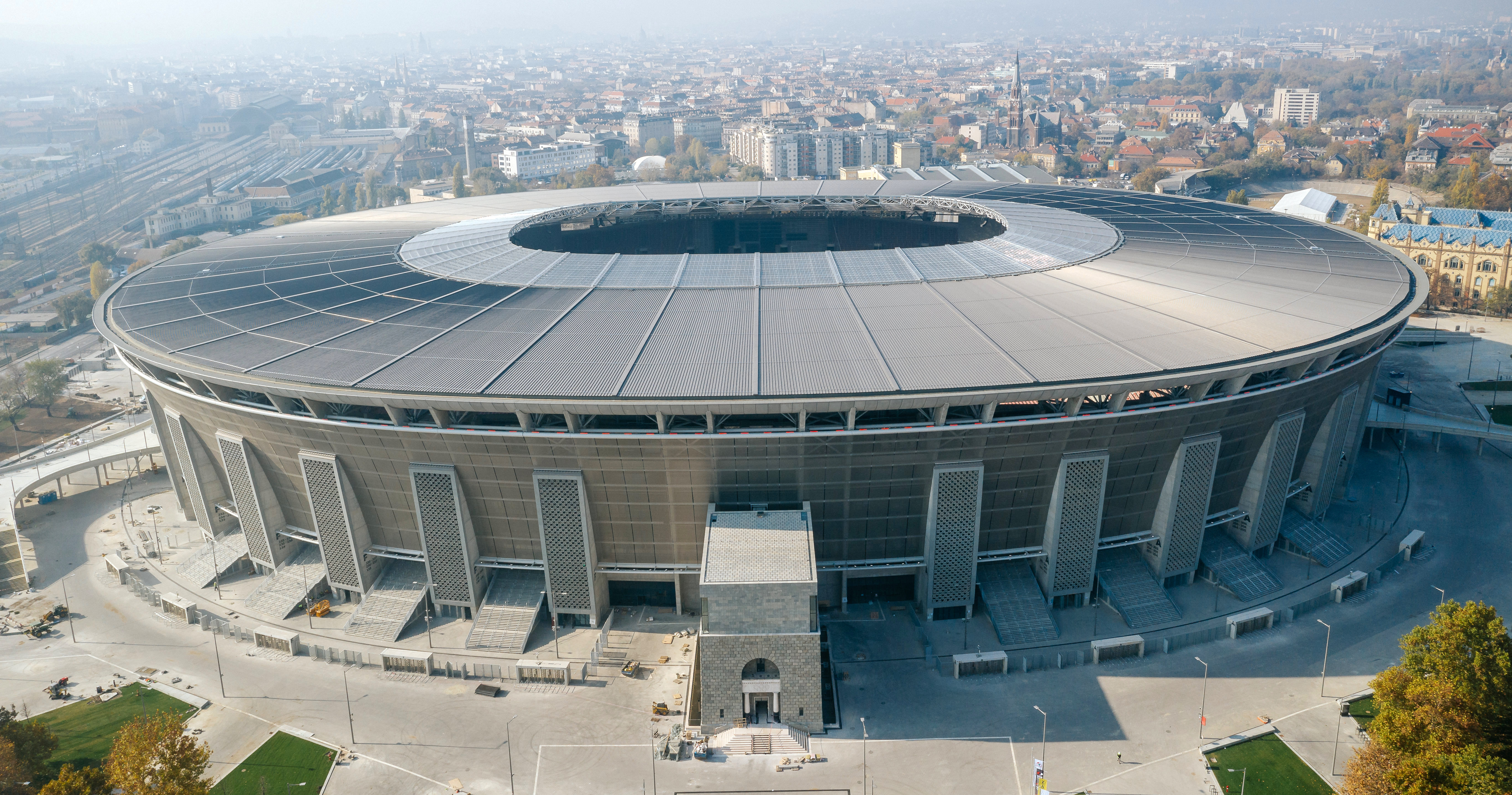
A Puskás Ferencről elnevezett Puskás Aréna Budapesten (2019)

- A Budapest Honvéd FC csapatában már senki nem játszhat 10-es mezben, mert a klub Puskás előtt tisztelegve visszavonultatta ezt a mezszámot. Puskás Ferenc 1942 és 1956 között a Kispesti AC-ben és jogutódjában, a Budapesti Honvédban 352 bajnoki mérkőzésen 360 gólt szerzett. A klubbal ötször bajnok lett és négyszer gólkirály. A Real Madrid CF együttesében "Puszkasz" harmincegy évesen, jelentős súlyfelesleggel, kétéves eltiltás után játszhatott újra. A spanyol profi klubban játékostársai elismerték tudását, és ott is a 10-es mezt adták neki. Amikor a portugál Figo 2000-ben a Realhoz került, csak annyit mondott neki az elnök, úgy viselje ezt a mezt, hogy előtte Puskásé volt.
- A Nemzetközi Labdarúgó-szövetség 2009-ben Puskás Ferenc-díjat alapított, melyet minden évben a legszebb gólt rúgó játékos kap.
- 2002-ben róla nevezték el a Népstadiont.
- 2010-ben Zalaszabáron a főteret nevezték el róla, és a településen egyben ünnepélyesen leleplezték a labdarúgó első köztéri szobrát is.[35]
- Budapest XIX. kerületében a Bozsik stadion előtti, volt Újtemető utcát róla nevezték el.
- A Bozsik Stadion pénztárának falán domborműves bronz emléktábla látható (alkotó: Tihanyi Viktor 2007).
- Kispesten az egykori Szekfű utcai általános iskola falán mészkő-bronz domborműves emléktábla hirdeti BOZSIK JÓZSEF és PUSKÁS FERENC, az iskola egykori tanulói nevét (alkotó: Tihanyi Viktor 2008).
- Pécsett teret neveztek el róla.[36]
- Dunaföldváron emléktáblát állítottak tiszteletére.[36]
- Egy 2001-ben felfedezett kisbolygót, a 82656 Puskást róla nevezték el.
- Puskás Öcsi-szobor Budapesten. (2013)
- Puskás-szobor Szentesen. (2013)[37]
- 2011. november 25-én a londoni 6–3-as győzelem évfordulóján a MÁV 470 010-4 számú Siemens Taurus mozdonyára az Aranycsapat tagjaként Puskás Ferenc is felkerült. A vállalat így állított a legendás csapatnak emléket.[38]
- Alakja felbukkan (említés szintjén) Kondor Vilmos magyar író Budapest novemberben című, 2012-es kiadású bűnügyi regényében.
- 2013. március 28-án az Óbudai Promenádon, a leendő Puskás Öcsi téren avatták fel a világ első egész alakos köztéri Puskás-szobrát. Pauer Gyula és Tóth Dávid szobrászművész alkotásához egy madridi fénykép adta az ötletet, amelyen a madridi Toros de Las Ventas terén gyerekek csodálják a labdával varázsló Puskást.
- 2013. októberében a Real Madrid valdedebasi edzőközpontjának bejáratánál átadták Puskás mellszobrát.
- A Puskás Akadémia FC 2014-ben átadott felcsúti stadionja a Pancho Aréna nevet kapta, amely Puskás Ferenc keresztnevének spanyol változatának, a Franciscónak becézése. Spanyolországban így nevezték Puskást.[39]
- 2014 októberétől kapható a róla elnevezett Puskás-sör, melynek arany színű dobozán a csatár képe és 10-es mezszáma is látható.[40][41]
- Egy 2016-os internetes szavazáson Puskás Ferencre is lehetett szavazni, akit aztán a Legendák vb-je elnevezésű szavazáson – Marco van Bastent, Maradonát és Zinedine Zidane-t is legyőzve – a labdarúgás történetének legjobb játékosának választották.[42]
- 2017. február 4-én bronzszobrot avattak a tiszteletére Melbourne-ben.[43]
- 2020. augusztus 20-án mutatták be az életéről szóló musicalt az Erkel Színházban. A darab rendezője Szente Vajk.

## Zenei kiadványok
- Puskas canta: Canciones populares de Hungria / Danzas gitanas hungaras (EP, 1961, Discophon 27.125)[44]
- Nótáskedvű volt az apám (MC, 1997)[45]
- Puskás. Hangfelvétel. A nevem csak ennyi volt: Öcsi... Puskás Ferenc emlékalbum. A futballegenda kedvenc nótái saját előadásában; Magneoton, Bp., 2007 (CD)[46]

## Film
- Szerepel A csodacsatár című filmben. Rendező: Keleti Márton.
- Egy jelenetben megjelenik Az elvarázsolt dollár című Bujtor-filmben Albert Flóriánnal együtt.[47]
- Almási Tamás (rendező), Neményi Ádám (producer): Puskás Hungary dokumentumfilm, 2009.[48]
- Gellár Csaba (rendező), Lajos Tamás, Takó Sándor (producer): Puskás öcsi és barátai animációs film, 2020.[49]

## Származása
| Puskás Ferenc (Budapest, 1927. ápr. 1. – Budapest, 2006. nov. 17.) labdarúgó, edző | Apja: Puskás (Purczeld) Ferenc (Budapest, 1903. máj. 11. – Budapest, 1952. június 12.) labdarúgó, edző | Apai nagyapja: Purczeld Ferenc (Budapest, 1876. febr. 21. – Budapest, 1948. okt. 13.) gőzmalommunkás, r. kat. | Apai nagyapai dédapja: Purczeld Mátyás  |
| Puskás Ferenc (Budapest, 1927. ápr. 1. – Budapest, 2006. nov. 17.) labdarúgó, edző | Apja: Puskás (Purczeld) Ferenc (Budapest, 1903. máj. 11. – Budapest, 1952. június 12.) labdarúgó, edző | Apai nagyapja: Purczeld Ferenc (Budapest, 1876. febr. 21. – Budapest, 1948. okt. 13.) gőzmalommunkás, r. kat. | Apai nagyapai dédanyja: Lisztl Anna     |
| Puskás Ferenc (Budapest, 1927. ápr. 1. – Budapest, 2006. nov. 17.) labdarúgó, edző | Apja: Puskás (Purczeld) Ferenc (Budapest, 1903. máj. 11. – Budapest, 1952. június 12.) labdarúgó, edző | Apai nagyanyja: Schubert Karolina (Budapest, 1881. szept. 13. – Budapest, 1956. febr. 18.) r. kat.            | Apai nagyanyai dédapja: Schubert Ferenc |
| Puskás Ferenc (Budapest, 1927. ápr. 1. – Budapest, 2006. nov. 17.) labdarúgó, edző | Apja: Puskás (Purczeld) Ferenc (Budapest, 1903. máj. 11. – Budapest, 1952. június 12.) labdarúgó, edző | Apai nagyanyja: Schubert Karolina (Budapest, 1881. szept. 13. – Budapest, 1956. febr. 18.) r. kat.            | Apai nagyanyai dédanyja: Gróf Katalin   |
| Puskás Ferenc (Budapest, 1927. ápr. 1. – Budapest, 2006. nov. 17.) labdarúgó, edző | Anyja: Bíró Margit (Kecskemét, 1904. dec. 21. – Budapest, 1976. ápr. 21.)                              | Anyai nagyapja: n. a.                                                                                         | Anyai nagyapai dédapja: n. a.           |
| Puskás Ferenc (Budapest, 1927. ápr. 1. – Budapest, 2006. nov. 17.) labdarúgó, edző | Anyja: Bíró Margit (Kecskemét, 1904. dec. 21. – Budapest, 1976. ápr. 21.)                              | Anyai nagyapja: n. a.                                                                                         | Anyai nagyapai dédanyja: n. a.          |
| Puskás Ferenc (Budapest, 1927. ápr. 1. – Budapest, 2006. nov. 17.) labdarúgó, edző | Anyja: Bíró Margit (Kecskemét, 1904. dec. 21. – Budapest, 1976. ápr. 21.)                              | Anyai nagyanyja: Bíró Mária                                                                                   | Anyai nagyanyai dédapja: Bíró István    |
| Puskás Ferenc (Budapest, 1927. ápr. 1. – Budapest, 2006. nov. 17.) labdarúgó, edző | Anyja: Bíró Margit (Kecskemét, 1904. dec. 21. – Budapest, 1976. ápr. 21.)                              | Anyai nagyanyja: Bíró Mária                                                                                   | Anyai nagyanyai dédanyja: Nagy Mária    |

Szülei 1927 márciusában kötöttek házasságot Budapesten
Puskás megházasodott 1950 április 10-én Budapesten. Felesége Hunyadvári Erzsébet (1932 április 29 Budapest – 2015 augusztus 12. Budapest), gyermeke Puskás Anikó 1952. Budapest – 2011 október 19. Valencia, Spanyolország Puskás Anikó 1973-ban férjhez ment Jesus Damborena mérnökhöz. Két lányuk született: Elisabeth és Reka (Puskás Ferenc unokái)
Húga két évvel volt fiatalabb: Puskás Éva 1929. szeptember 4. Kispest – 2022. szeptember 5. Budapest 

## Ajánlott irodalom
- Zsolt Róbert. Puskás Öcsi. Budapest: Szabad Tér, Vörösmarty (1989)
- Hámori Tibor. Puskás Öcsi. Pharma Press (2001). ISBN 963-8339-33-0
- Bán Tibor, Harmos Zoltán. Puskás Ferenc. Aréna 2000 (2005). ISBN 963-7046-51-8
- Szöllősi György. PUSKÁS 1927-2006, 3. bőv. kiad, Ringier (2006). ISBN 963-7714-23-5